# Chevrolet Impala
Der Chevrolet Impala ist ein Full-Size Car, das vom Automobilhersteller General Motors unter der Automobilmarke Chevrolet in den USA mit Unterbrechungen von 1958 bis 2020 in den USA gebaut wurde. Zunächst war der Impala die Luxusversion des Modells Bel Air und damit das Spitzenmodell, um ab 1959 ein eigenständiges Modell zu werden. Mit Einführung des Chevrolet Caprice im Jahr 1966 wurde er die mittlere Ausstattungsvariante. Ab 1976, nach Wegfall des Bel Air, war er bis 1985 Chevrolets günstigstes Angebot in seiner Fahrzeugklasse. Von 1994 bis 1996 und 1999 bis 2020 war der Impala wieder das Spitzenmodell.
Der Name ist auf die afrikanische Antilopenart zurückzuführen, welche sich auch im Logo einzelner Modelljahre wiederfindet.
Noch zu Beginn der Sechziger haben US-Automobilmarken üblicherweise jeweils nur ein einziges PKW-Modell produziert, das in der Regel in drei verschiedenen Ausstattungsvarianten (Trimlevel) angeboten wurde. Als ab 1960 nach und nach kleinere PKW Einzug ins Portfolio der Hersteller hielten, wurde die traditionelle Baureihe begrifflich mit Bezeichnungen wie „Regular Size“ oder „Standard Size“ abgegrenzt, woraus sich ab Mitte der Sechziger die Klassenbezeichnung „Fullsize“ entwickelt hat. Fullsize ist ursprünglich ein traditionell, nicht technisch definierter Begriff, der bis weit in die zweite Hälfte des 20. Jahrhunderts die traditionelle Fahrzeugplattform einer Marke weitgehend ungeachtet ihrer tatsächlichen Größe beschreibt, und der erst wesentlich später an Standardmaße und -rauminhalte geknüpft wurde.
Die Divisionen des GM-Konzerns waren entlang einer strikten vertikalen Preishierarchie organisiert, von Cadillac über Buick, Oldsmobile und Pontiac absteigend zu Chevrolet. Chevrolet war horizontal gegen die Ford Motor Company-Marke Ford sowie die Chrysler Corporation-Marke Plymouth aufgestellt – diese drei extrem stückzahlenstarken Marken bildeten das sogenannte „Low Price“-Segment, in welches zwischen 1950 und 1975 mehr als 50 % der Neuwagenverkäufe in den USA fielen. Die übrigen Divisionen haben bis in die Siebziger eine strikte Abgrenzung gegen das Low-Price-Segment aufrechterhalten, sichtbar unter anderem in der lange künstlich verzögerten V8-Einführung bei Chevrolet oder dem „Flossenverbot“ für die Low-Price-Marke. Kein Produkt der Low Priced Three wurde von Konsumenten als „gehoben“, „obere“ oder „mittel“ wahrgenommen. Hier verhält es sich ähnlich wie mit der „Fullsize“-Klasse, die als „Normalgröße“ wahrgenommen wurde: Chevrolet war – mit mehr als 50 % Anteil an der GM-Gesamtproduktion – die „normale“ Marke, Pontiac, Oldsmobile, Buick und Cadillac wurden als mögliche Steigerungen des Normalzustandes betrachtet. Insofern ist selbst die Annahme einer Mittelklasse auf dem US-Markt schon verzerrend.
Entsprechend der traditionellen Herleitung der „Fullsize“-Definition ist der Chevrolet Fullsize kleiner als die Fullsizes der gehobenen Marken. Cadillac und Buick haben die lange C-Plattform verwendet, Chevrolet und Pontiac die kürzere B-Plattform, nur Oldsmobile in der Mitte der Hierarchie hat beide Plattformen genutzt und gleichzeitig zwei Fullsizes angeboten.
Die Chevrolet-Division des GM-Konzerns hat ihren Fullsize von 1950 bis 1957 auf der A-Plattform des Konzerns gebaut, und von 1958 bis 1995 auf der B-Plattform. 1996 wurde die Plattform in GMT300 umbenannt und am Ende des Modelljahres eingestellt. Zum Modelljahr 1965 bekam die B-Plattform einen neuen Leiterrahmen, der den bisher verwendeten X-Rahmen ablöste. Gleichzeitig wurde die Plattform wesentlichen technischen Veränderungen unterzogen. Den traditionellen drei Trimleveln Biscayne, Bel Air und Impala wurde zu diesem Anlass ein Sonderausstattungspaket zur Seite gestellt, welches nur auf der viertürigen Hardtop-Limousine des Spitzen-Trimlevels Impala erhältlich war. So ausgestattete Fahrzeuge wurden als „Impala Caprice“ bezeichnet.
In den USA wird das Fahrzeug auf Grund der Gesamtlänge und des Radstandes zu den Full-Size Cars gezählt. Die durchschnittliche Ausstattung und die Marktposition der Marke Chevrolet lässt den Impala in Europa zur Mittelklasse zählen.

## Impala (Serien 1700 und 1800, 1958)

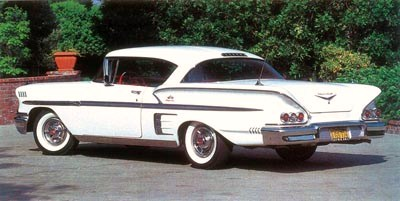
1958 Chevrolet Impala Heckansicht

Das 1958er Modelljahr sollte in seiner Form bereits im Jahr 1957 auf den Markt kommen. Da sich jedoch die Entwicklung verzögerte, startete es als 1958 Modelljahr und blieb so auch nur ein Jahr im Programm. In den vorangegangenen Modelljahren trug die Front, wie bei allen anderen Fabrikaten und Modellen auch, Einzelscheinwerfer. Mit der Vorstellung des Cadillac Eldorado Brougham führte der Hersteller 1957 Doppelscheinwerfer ein. Dafür musste jedoch das Zulassungsgesetz der USA geändert werden. Sämtliche Hersteller, einschließlich Chevrolet mit dem 1958er Modellreihen Bel Air und Bel Air Impala, folgten dem Beispiel.

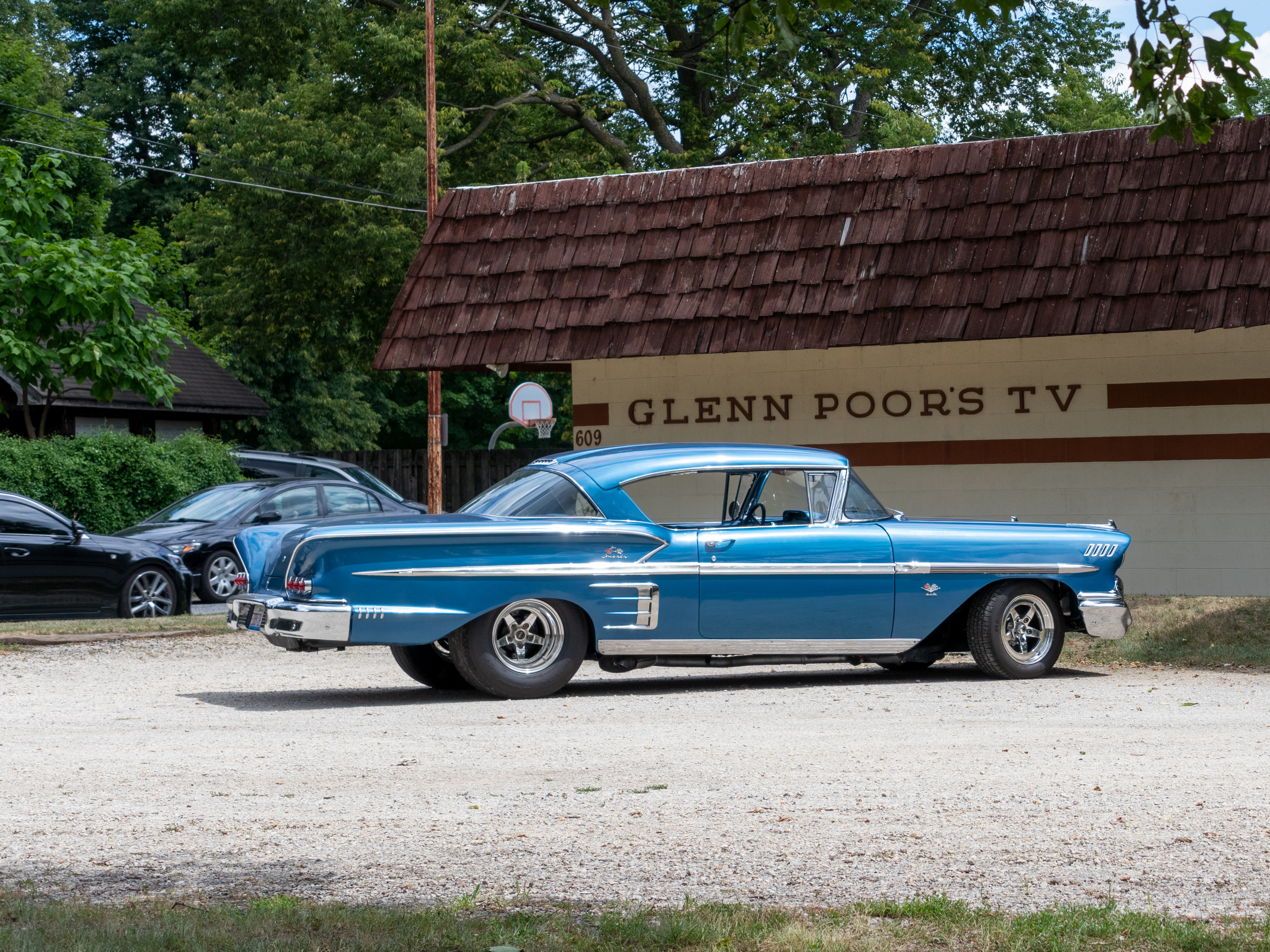
1958 Chevrolet Impala Seitenansicht

 Der 1958er Chevy war deutlich größer als die vorangegangenen Jahre 1955–1957. Durch den neuen X-Traversen-Rahmen war er stabiler und hatte einen um 70 mm längeren Radstand. Er erhielt eine neue Viergelenk-Hinterachse mit Schraubenfedern, die vordere Radaufhängung hatte ebenfalls Schraubenfedern. Eine Luftfederung war für 124 USD als Extra lieferbar. Der Impala war rundherum mit Trommelbremsen bestückt und nur als Hardtop-Coupé, dem die B-Säule fehlt, und Cabriolet lieferbar – beide mit fünf Sitzplätzen.
Die Motorisierung bestand aus Ottomotoren mit 3859 cm3 (235,5 in3) Hubraum und 6 Zylinder in Reihenbauart die eine Leistung von 145 SAE-HP bei 4200 min−1 boten oder V8-Motoren mit 4638 cm3 (283 in3) Hubraum und 185 bzw. 230 SAE-HP, letzterer mit einem Doppel-Register-Vergaser. Auch konnte ein 5692 cm3 (348 in3) V8 gewählt werden, welcher je nach Leistungsstufe 250 SAE-HP bei einer Verdichtung von 9,5 : 1, mit drei Doppelvergasern und einer Verdichtung von 11 : 1 bereits 280 SAE-HP oder sogar 315 SAE-HP bei 5600 min−1 bot, wobei dann bereits drehzahlfestere Ventiltriebe und eine „schärfere“ Nockenwelle verbaut war.
Als Standard wurde der Wagen mit einem manuellen 3-Gang-Schaltgetriebe (auf Wunsch mit Overdrive) ausgeliefert. Eine 2-Gang-Powerglide-Automatik, zu einem Mehrpreis von 188 USD oder die 231 USD kostende 3-Gang-Turboglide-Automatik waren ebenfalls als Extra lieferbar.
Optisch unterschied sich der Impala von den Bel Air-Modellen durch mehr Chromzierat, so z. B. an den Seitenschwellern durch besonders große verchromte Blechapplikationen und den wie Heugabeln aussehenden, funktionslosen Lüftungsöffnungen vor den Hinterrädern.
Vom 1958er Modell wurden 125.480 Coupés zu einem Einstiegspreis von 2693 USD verkauft und 55.989 Cabriolets für mindestens 2841 USD.
Verfügbare Motoren zum Teil gegen Aufpreis waren:
| Typ                           | Hubraum [cm3] | Verdichtung | Vergaser                 | Auspuff  | Leistung [PS / kW] | bei Drehzahl [min−1] |
| ----------------------------- | ------------- | ----------- | ------------------------ | -------- | ------------------ | -------------------- |
| Blue-Flame 6-Zylinder-Reihe   | 3859          | 8,25:1      | Registervergaser         | Einfach  | 145 / 107          | 4200                 |
| Turbo-Fire V-8                | 4638          | 8,5:1       | Registervergaser         | Einfach  | 185 / 136          | 4600                 |
| Super Turbo-Fire V-8          | 4638          | 9,5:1       | Doppel-Register-Vergaser | Einfach  | 230 / 169          | 4800                 |
| Turbo-Thrust V-8              | 5692          | 9,5:1       | Doppel-Register-Vergaser | Zweifach | 250 / 184          | 4400                 |
| Super-Turbo-Thrust V-8        | 5692          | 9,5:1       | Drei-Registervergaser    | Zweifach | 280 / 206          | 4800                 |
| Special Super Turbo-Thrust V8 | 5692          | 11,0:1      | Drei-Registervergaser    | Zweifach | 315 / 232          | 5600                 |
| Ram-Jet Fuel Injection V-8    | 4638          | 9,5:1       | Einspritzung             | Einfach  | 250 / 184          | 5000                 |

## Impala / Impala SS (Serien 1300/1400/1700/1800, 1959–1964)
1959 wurde aus dem Impala eine eigene Serie, die den Bel Air als Spitzenmodell ablöste. Im Modelljahr gab es vier Karosserievarianten, ein zweitüriges Hardtop-Sportcoupé, bei der die B-Säule fehlt und ein zweitüriges Cabriolet, dazu kamen zwei viertürige Varianten. Zum einen der Sport Sedan ohne B-Säule und mit herumgezogener Heckscheibe und zum zweiten ein Sedan mit B-Säule. Sie waren auf der GM-B-Plattform aufgebaut, hatten einen X-förmigen Rahmen mit an doppelten Querlenkern, einzeln aufgehängten Rädern vorne und einer Starrachse mit Längslenkern und Panhardstab hinten.
Mit dem Modelljahr 1959 änderten sich sämtliche Fahrzeugformen. Die opulenten Heckflossen wurden kleiner und die wuchtigen Motorhauben gingen flacher in die Kotflügel über.
Die deutlich flacheren Karosserien mit längerem Radstand hatten einen Kühlergrill mit integrierten Doppelscheinwerfern über die gesamte Fahrzeugbreite und am Heck charakteristische, als Flügel ausgebildete Heckflossen, unter denen linsenförmige Rückleuchten mit drei Kammern angeordnet waren. Der Biscayne wurde zum Einstiegsmodell und der Bel Air nahm den mittleren Platz ein. Der Impala mit Sechszylindermotor nannte sich Serie 1700, die V8-Modelle hießen Serie 1800. Außer einer viertürigen Limousine gab es ein zweitüriges Cabriolet, ein zweitüriges Hardtop-Coupé, eine viertürige Hardtop-Limousine und einen fünftürigen Kombi. Letzterer hatte sechs Sitzplätze zu bieten und sein Name Nomad wurde vom entsprechenden Bel Air-Modell übernommen.
Der 1700 hatte einen Sechszylinder-Reihenmotor mit 3859 cm³ Hubraum, der bei 4000 min−1 eine Leistung von 135 PS (99 kW) abgab. Der 1800 hatte einen V8 mit 4638 cm³ Hubraum und einer Leistung von 185 PS (136 kW) bei 4600 min−1, wahlweise gab es aber auch stärkere Motoren.
| Typ                           | Hubraum [cm3] | Verdichtung | Vergaser                 | Auspuff  | Leistung [bhp / kW] | bei Drehzahl [min−1] |
| ----------------------------- | ------------- | ----------- | ------------------------ | -------- | ------------------- | -------------------- |
| Blue-Flame 6-Zylinder-Reihe   | 3859          | 8,25:1      | Registervergaser         | Einfach  | 135 / 99            | 4000                 |
| Turbo-Fire V-8                | 4638          | 8,5:1       | Registervergaser         | Einfach  | 185 / 136           | 4600                 |
| Super Turbo-Fire V8           | 4638          | 9,5:1       | Doppel-Register-Vergaser | Einfach  | 230 / 169           | 4800                 |
| Ram-Jet Fuel Injection V8     | 4638          | 9,5:1       | Einspritzung             | Einfach  | 250 / 184           | 5000                 |
| Ram-Jet Fuel Injection V8     | 4638          | 10,5        | Einspritzung             | Einfach  | 290 / 213           | 6200                 |
| Turbo-Thrust V8               | 5703          | 9,5:1       | Doppel-Register-Vergaser | Zweifach | 250 / 184           | 4400                 |
| Super Turbo-Thrust V8         | 5703          | 9,5:1       | Drei Registervergaser    | Zweifach | 280 / 206           | 4800                 |
| Special Turbo-Thrust V8       | 5703          | 11,0:1      | Doppel-Register-Vergaser | Zweifach | 300 / 221           | 5600                 |
| Special Super Turbo-Thrust V8 | 5703          | 11,0:1      | Drei-Registervergaser    | Zweifach | 315 / 232           | 5600                 |

1960 wurde als Sonderausstattung ein SS-Paket (Super Sport) mit mehr Zierrat angeboten. Es war zunächst nur mit dem starken 5,7-Liter-V8-Motor erhältlich. Auf Anhieb avancierte der Impala zum meistverkauften Chevrolet-Modell. Die Karosserien waren gestrafft und die linsenförmigen Rückleuchten wichen drei runden Exemplaren auf jeder Seite. Die breiten Kühllufteinlässe über dem Frontgrill, nun mit waagerechten Querstreben, entfielen. 1960 war der Impala das meistverkaufte Auto in den USA und hielt diese Position ein Jahrzehnt lang. Zwischen 1957 und 1996 wurden über 13 Millionen Impala verkauft – ein Rekord für amerikanische Full-Size-Wagen.
1961 folgte eine Modellpflege, die von den Heckflügeln nur noch Andeutungen übrig ließ. Die Motorenpalette wurde um einen V8-Motor mit 6702 cm³ Hubraum und 360 PS (265 kW) Leistung (für den Impala SS) erweitert. Auch die anderen Motoren legten an Leistung zu. Als neue Modelle kamen eine zweitürige Limousine und ein Nomad-Kombi mit neun Sitzplätzen dazu.
1962 wurde in der unteren Mittelklasse der Chevy II eingeführt, sodass die drei Modelle Biscayne, Bel Air und Impala die obere Hälfte des Chevrolet-Angebotes darstellten. Der 6,7-Liter-V8-Motor erreichte mit 409 PS (301 kW) einen neuen Spitzenwert. Der Impala SS war jetzt mit allen Motoren des „normalen“ Impala erhältlich. Die zweitürige Limousine wurde nicht mehr angeboten und die beiden Kombis hießen nun Impala Station Wagon.
1963 gab es fast nur äußerliche Veränderungen, aber die Motorleistung des 6,7-Liter-V8-Motor legt auf 425 PS (313 kW) zu und zusätzlich war ein V8 mit 6997 cm³ Hubraum und 430 PS (316 kW) erhältlich.
1964 wurden die Front mit etwas niedrigerem Kühlergrill und das Heck überarbeitet. Der Impala SS wurde als eigene Serie eingeführt und erhielt die Nummern 1300 (Sechszylinder-Motor) und 1400 (V8-Motor). Es gab ihn nur noch als zweitüriges Hardtop-Coupé und zweitüriges Cabriolet.
Der Impala (vor allem die 1963er- und 1964er-Modelle) hat in gewissen Kreisen Kultstatus erreicht, da er oftmals als Basis für den Bau eines Lowriders verwendet wird.

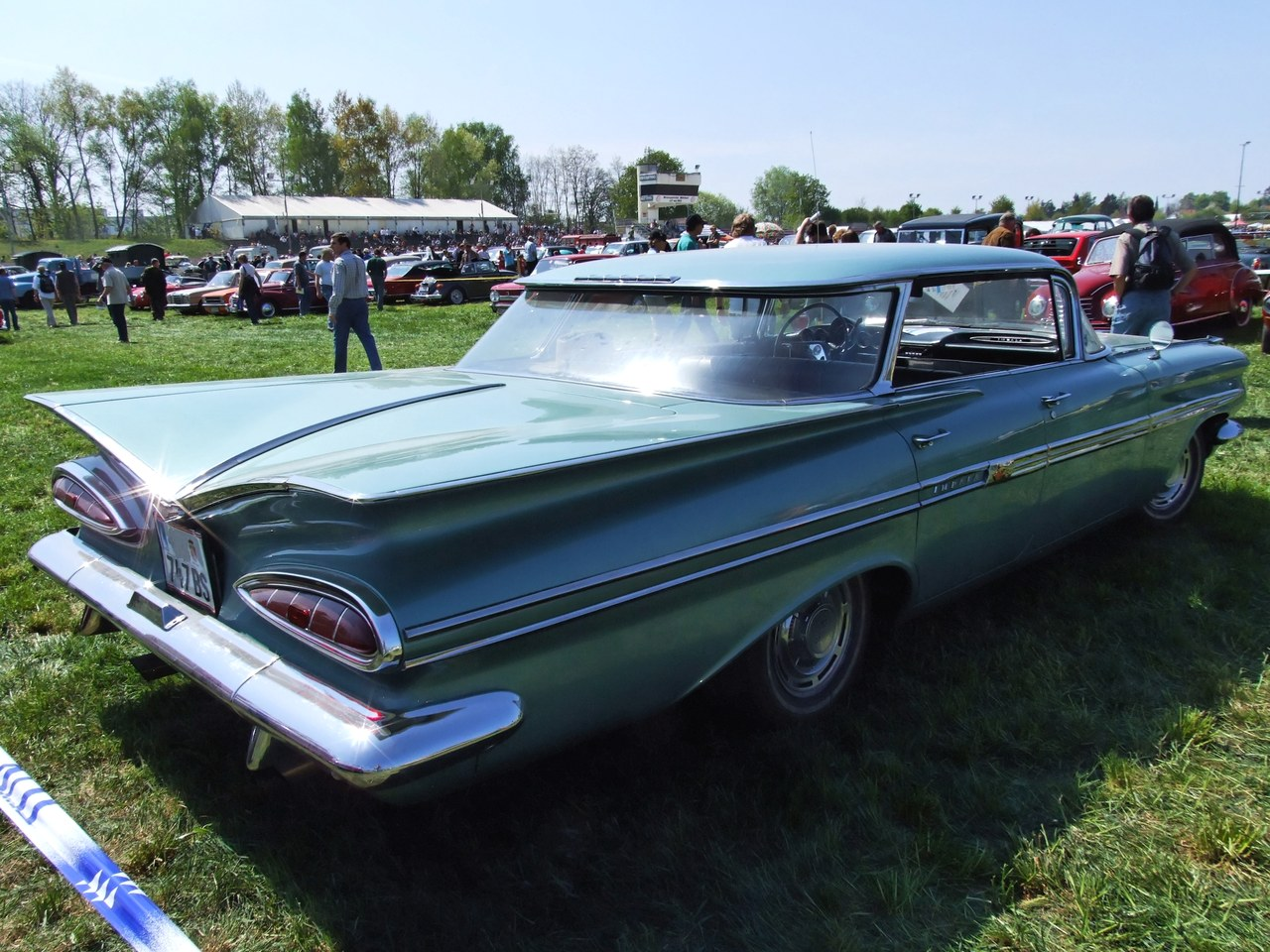
Heckansicht einer Impala Hardtop-Limousine (1959)
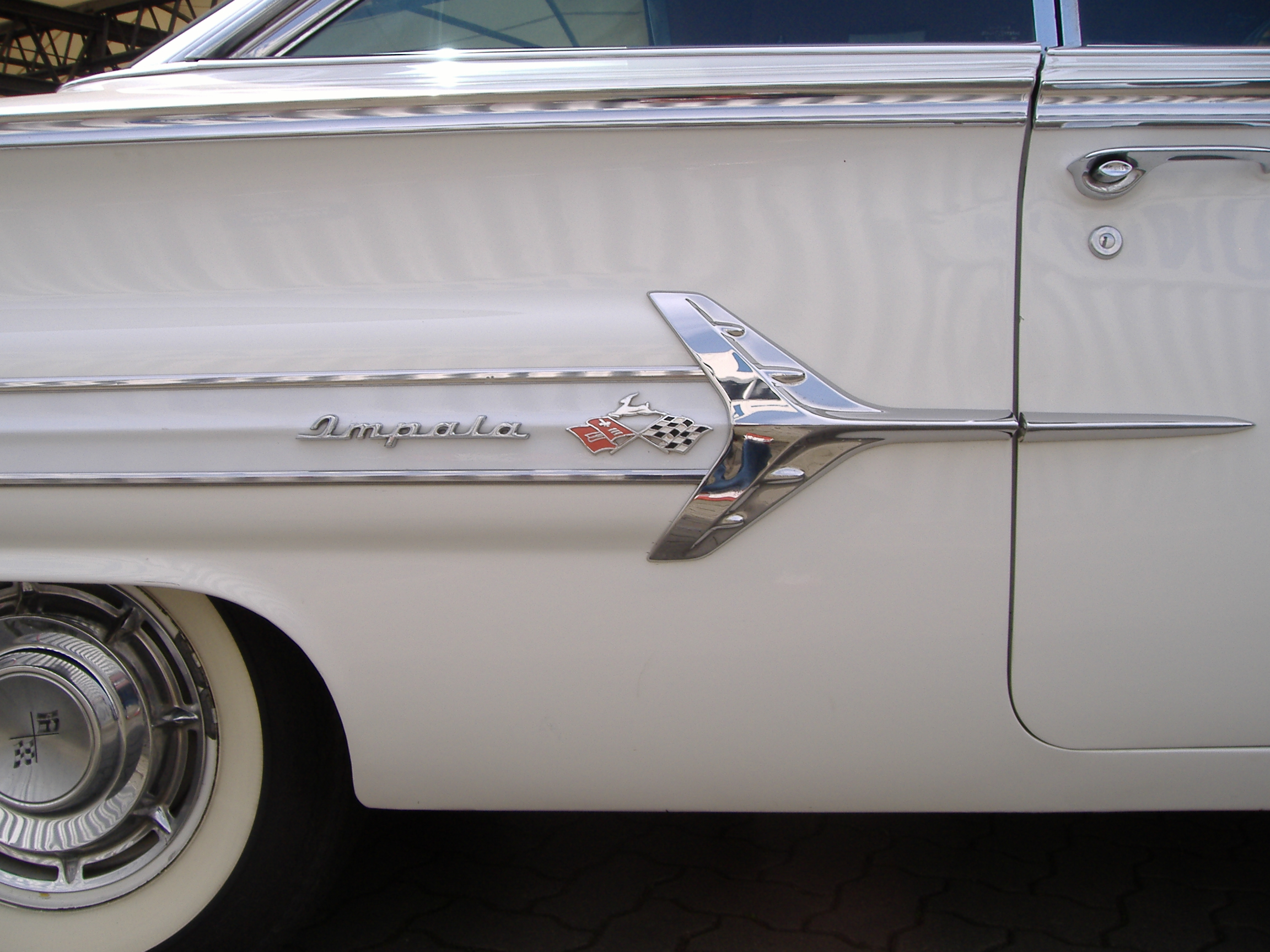
Chevrolet Impala-Logo (1960)
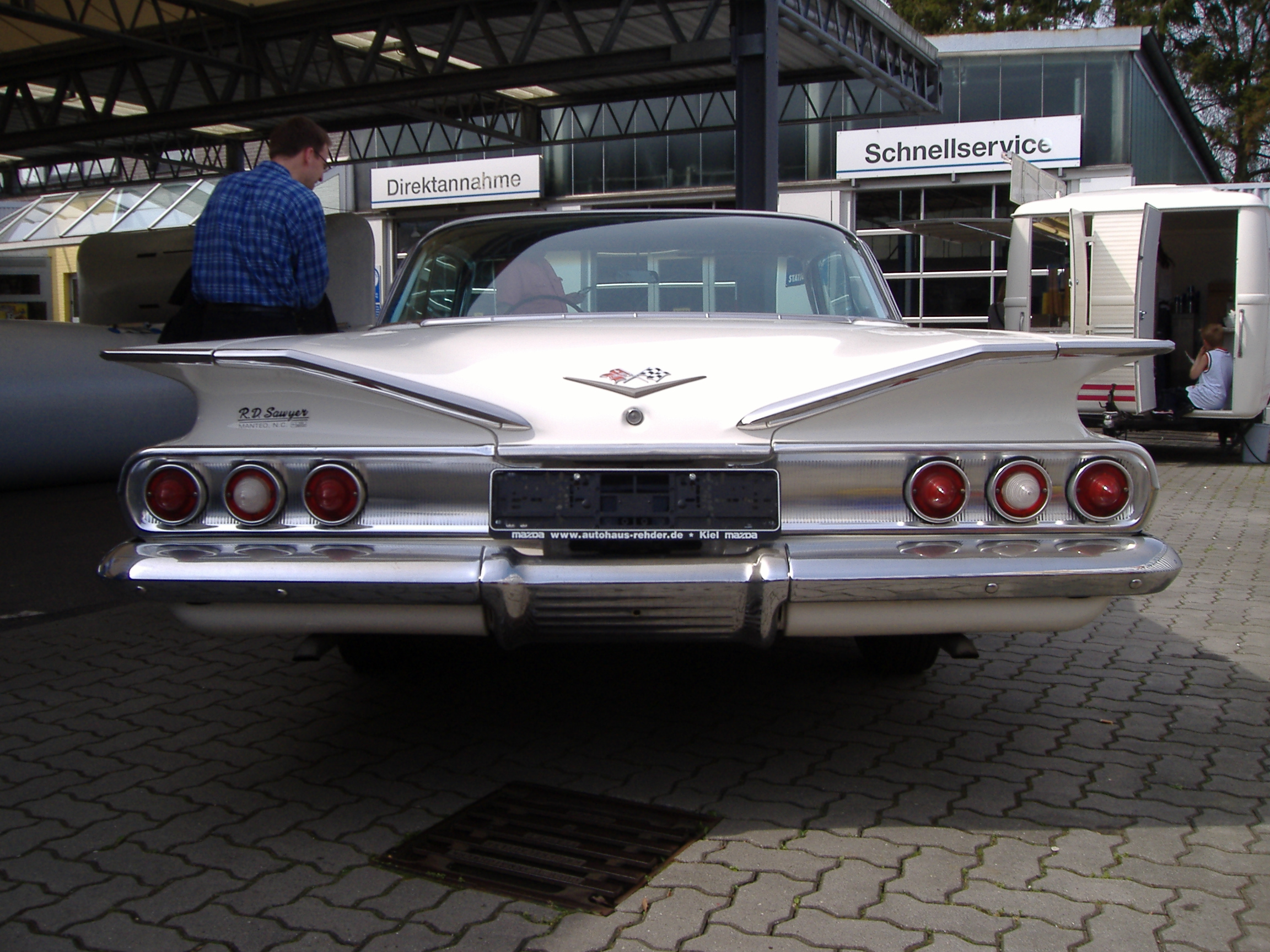
Chevrolet Impala Heckansicht (1960)
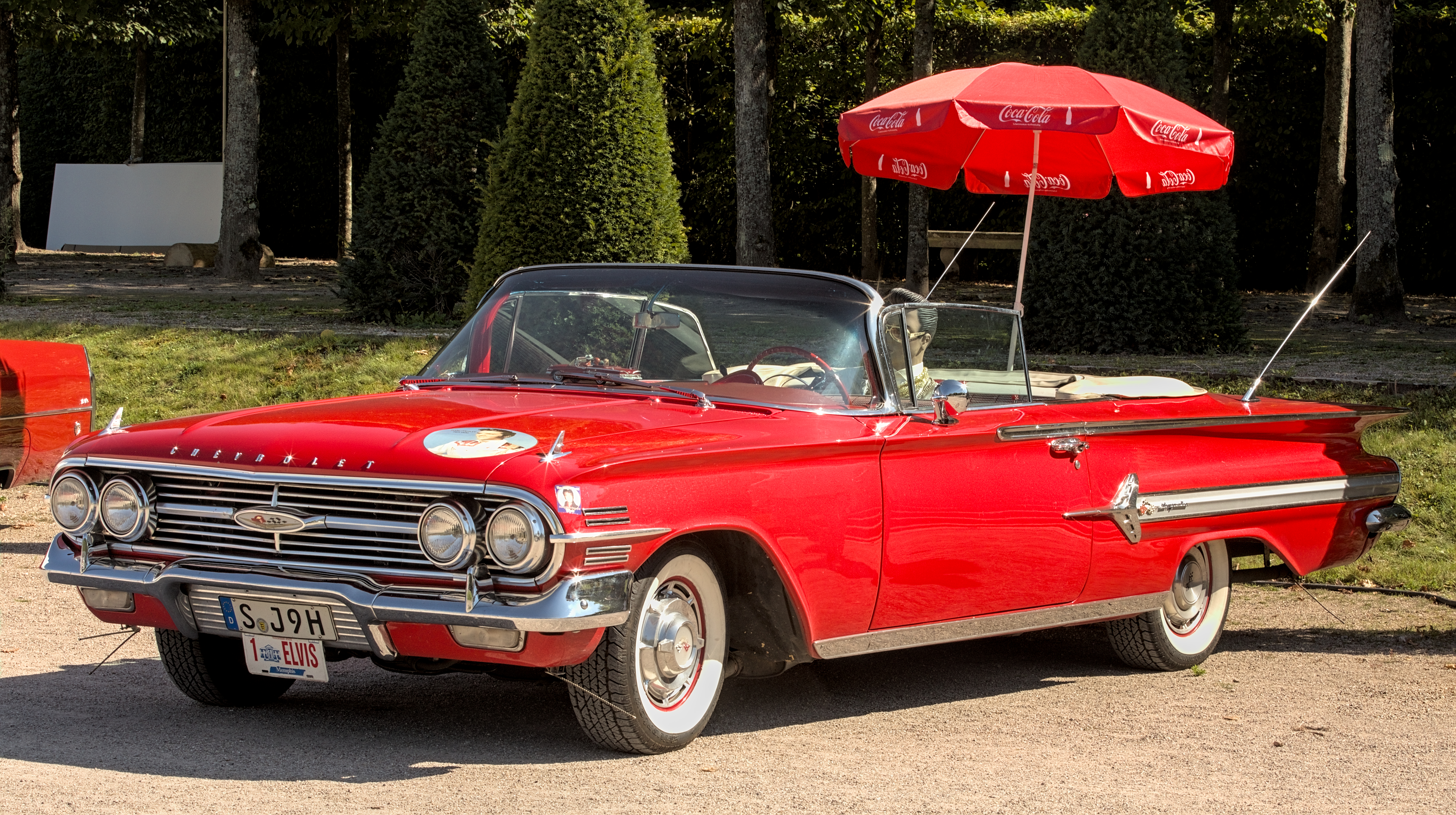
Chevrolet Impala Convertible (1960)
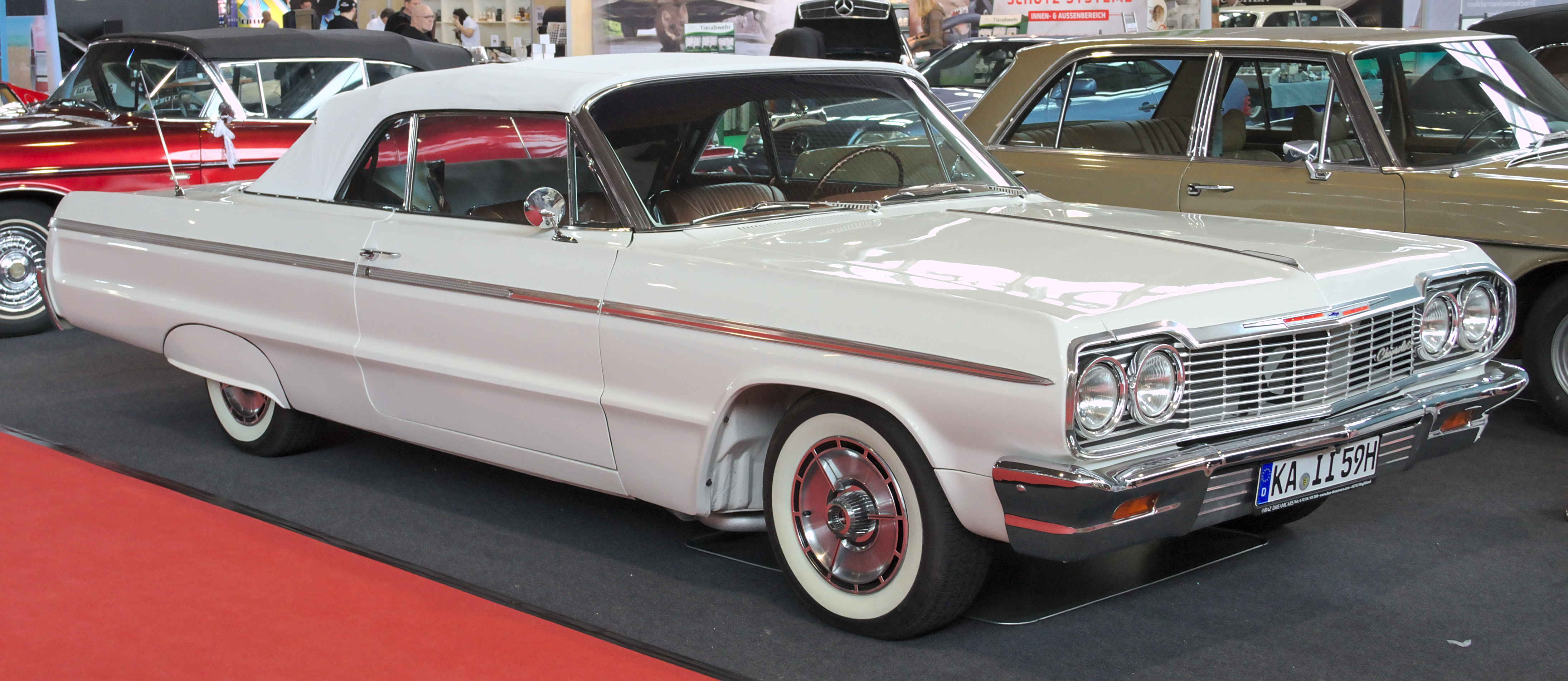
Chevrolet Impala Convertible (1964)

## Impala / Impala SS (Serien 163/164/165/166/167/168, 1965–1970)
Grundlegend überarbeitet, wurde der Impala (wie auch der Biscayne und der Bel Air) im Modelljahr 1965 präsentiert.
Die Wagen waren flacher, breiter und länger. Die Nase mit dem niedrigen Kühlergrill, der sich auch unterhalb des Stoßfängers erstreckte, formte ein flaches V, dessen Spitze nach vorne und oben wies. Über den hinteren Radausschnitten zeigte sich ein leichter Hüftknick. Es gab den altbekannten Sechszylinder-Reihenmotor oder einen neuen mit 4097 cm³ Hubraum, der bei 4200 min−1 eine Leistung von 155 PS (114 kW) entwickelte. Die Sechszylindermodelle hießen nun Serie 163, während die V8-Modelle als Serie 164 bezeichnet wurden. Weitergeführt wurde auch der Impala SS. Die Sechszylindermodelle hießen Serie 165, während die V8-motorisierten Wagen als Serie 166 zusammengefasst wurden. Bei ihnen gab es einen neuen Motor mit 6489 cm³, der 325–425 PS (239–313 kW) leistete. 1965 setzte der Impala mit über einer Million verkaufter Exemplare einen Branchenrekord, der noch heute besteht.
Im Folgejahr gab es nur kleine Retuschen, wie zusätzliche Chromleisten an den Scheinwerfern. Für das Modelljahr 1966 führte Chevrolet den Caprice als neues Spitzenmodell ein; ab diesem Zeitpunkt rangierte der Impala als mittlere Modellreihe zwischen Bel Air und Caprice. Da der Caprice die Seriennummer 166 erhielt, mutierte der Impala SS zur Serie 167 (Sechszylinder-Motor), bzw. Serie 168 (V8-Motor).
1967 wanderten die vorderen Blinkleuchten an die Fahrzeugecken und bildeten mit der V-förmigen Nase eine deutliche Konturierung der Fahrzeugfront. Die Hüftknicke über den hinteren Radausschnitten wurden deutlicher. 1968 wurden die vorderen Blinkleuchten wieder kleiner und machten einem deutlich nach oben gezogenen Frontstoßfänger Platz. Die Doppelscheinwerfer erhielten rechteckige, verchromte Rahmen. Als neues Modell kam ein zweitüriges Coupé (mit B-Säulen) dazu. Ein Impala aus dem Modelljahr 1967 ist in der Fernsehserie Supernatural zu sehen.
Der Impala SS war ab 1968 keine eigene Serie mehr, sondern sank auf den Status eines Ausstattungspaketes zurück, das für jeden Impala geordert werden konnte. Mit Sechszylindermotoren waren nur noch die Limousine und die beiden Hardtop-Modelle lieferbar. Technisch änderte sich in diesen beiden Jahren wenig.
Es gab ein Z24-Ausstattungspaket, das in Verbindung mit dem regulären Super-Sport-Paket (Bestellcode Z03) geliefert wurde. Von 1967 bis 1969 trugen die Impala mit dem Z24-Paket „SS427“-Embleme. Der SS427 erhielt ein Sportfahrwerk und weitere Performance-Goodies, dazu den Turbo-Jet-427-Motor mit 7 Litern Hubraum in verschiedenen Varianten (L36 oder L72). Allerdings verkaufte sich dieses Full-Size-Hochleistungsautomobil nicht besonders gut, da die leistungshungrigen Fans eher zu den Mittelklassemodellen mit starken Motoren griffen, etwa der Chevrolet Chevelle SS396 oder dem Plymouth Road Runner mit Hemi-Motor, die leichter und entsprechend schneller waren. Interessanterweise gab es das Z24-Paket auch ohne SS-Paket, das heißt mit vorderer Dreier-Sitzbank.
Die SS427 von 1967/68 besaßen spezielle Motorhauben mit Buckel, das 1968er-Modell außerdem „Kiemen“ an den vorderen Kotflügeln, die an die Chevrolet Corvette erinnerten.
Erneut überarbeitet präsentierte sich die Serie 1969. Bei gleichem Radstand waren die Wagen nochmals länger und breiter. Die noch stärker konturierte Front hatte einen auffälligen Chromrahmen und die hinteren Radausschnitte waren so weit verkleinert worden, das die oberen Hälften der Räder fast abgedeckt waren. Die untere Hälfte des Heckabschlusses wurde vom verchromten, hinteren Stoßfänger eingenommen, der auch die drei schmalen Rückleuchten pro Seite aufnahm. Die Kombis – nur mit V8-Motoren verfügbar – hießen nun Kingswood. In diesem Jahr gab es als Super Sport ausschließlich den SS427 mit 390 PS oder 425 PS und serienmäßigen vorderen Scheibenbremsen sowie größeren 15-Zoll-Rädern. Es sollte der letzte Impala SS bis 1994 sein.
1970 gab es wenig Veränderungen. Das Motorenprogramm gestrafft: Außer dem bekannten 4,1-Liter-Sechszylindermotor kam ein neuer V8-Motor mit 5735 cm³ Hubraum und 250 PS (184 kW). Mit Sechszylindermotoren waren nur noch zwei Modelle lieferbar: die Limousine und das Hardtop-Coupé; die viertürige Hardtop-Limousine gab es nur noch mit V8-Motor.

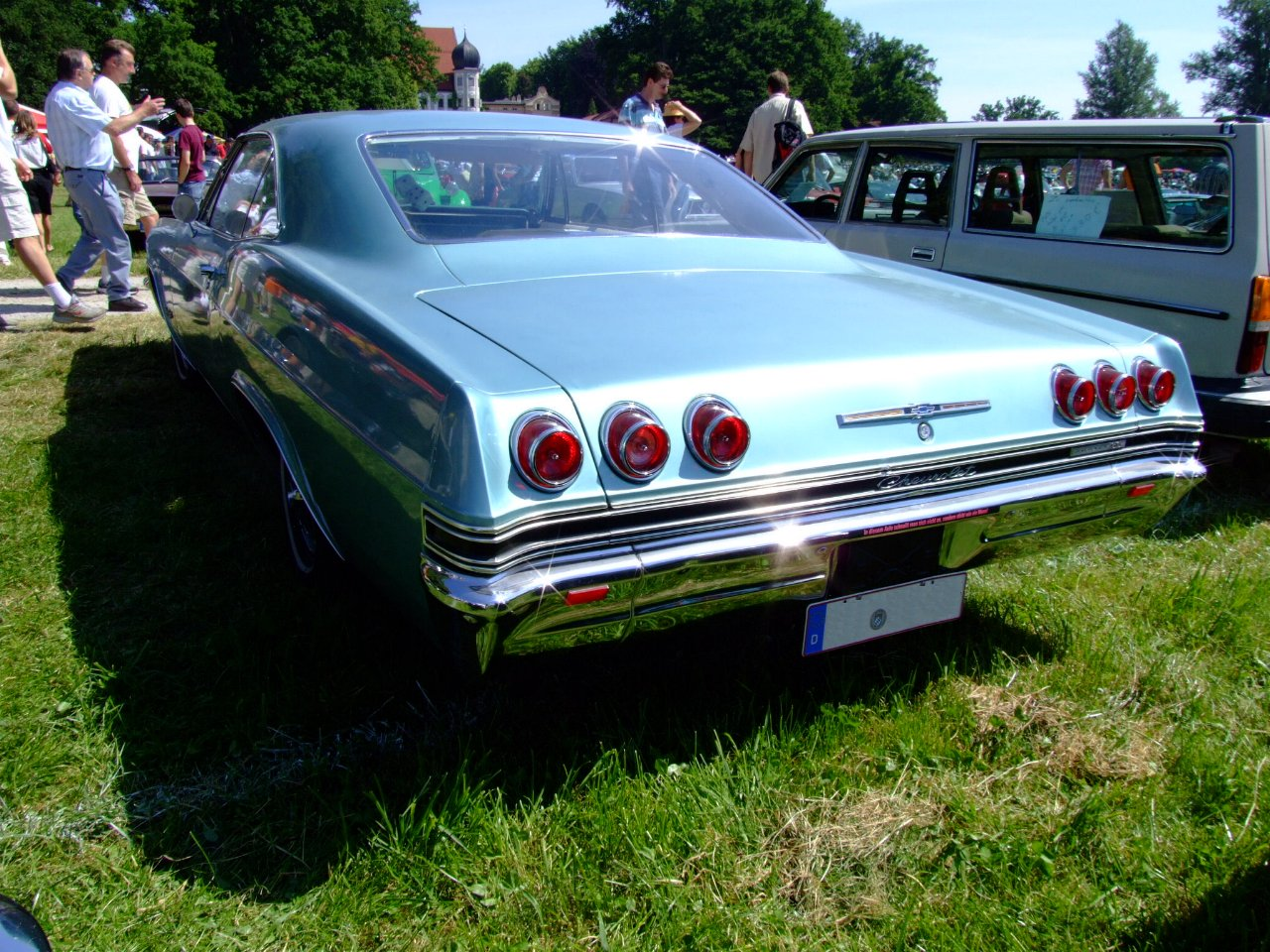
Impala Heckansicht (1965)
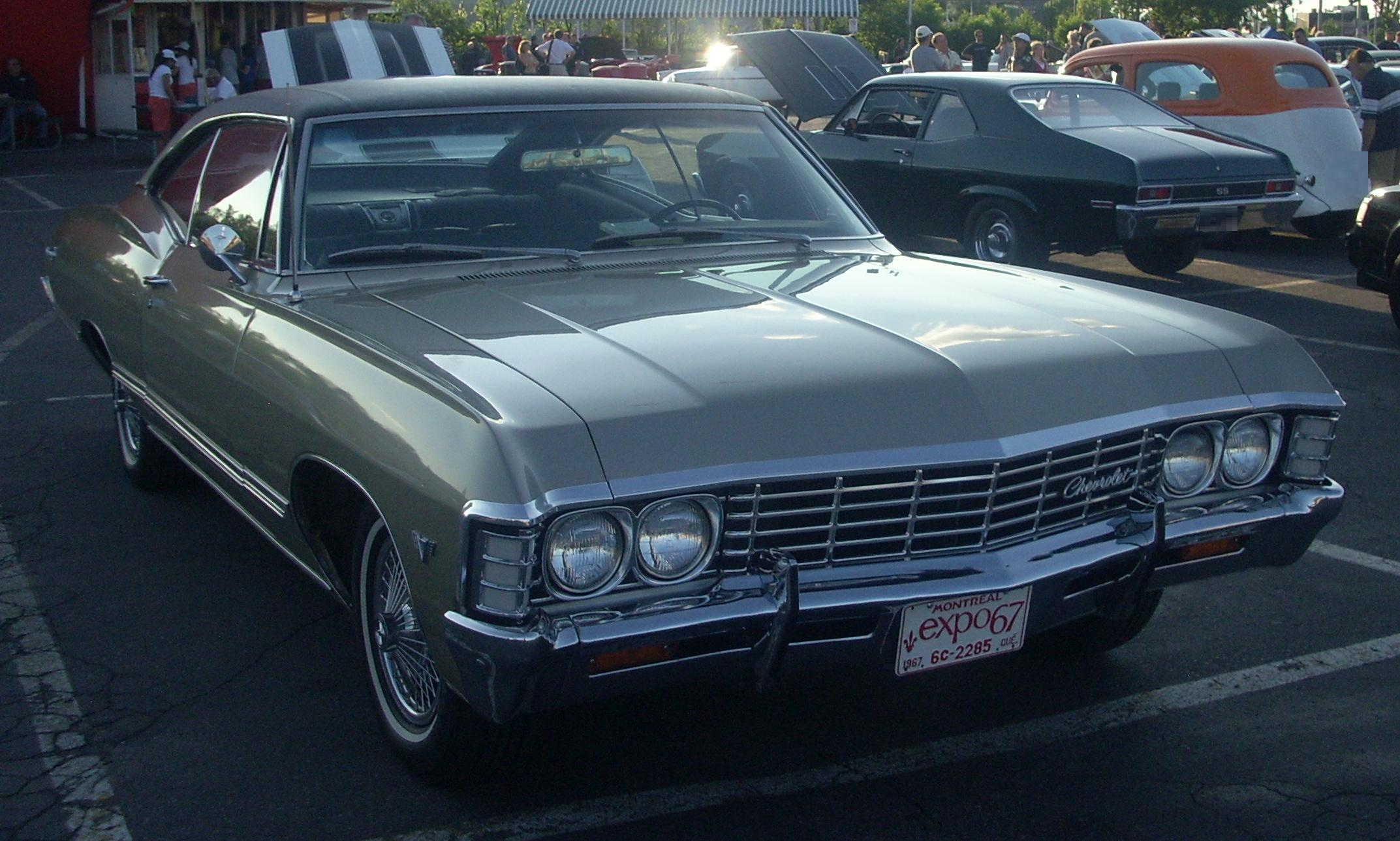
Impala Coupé (Serie 164, 1967)
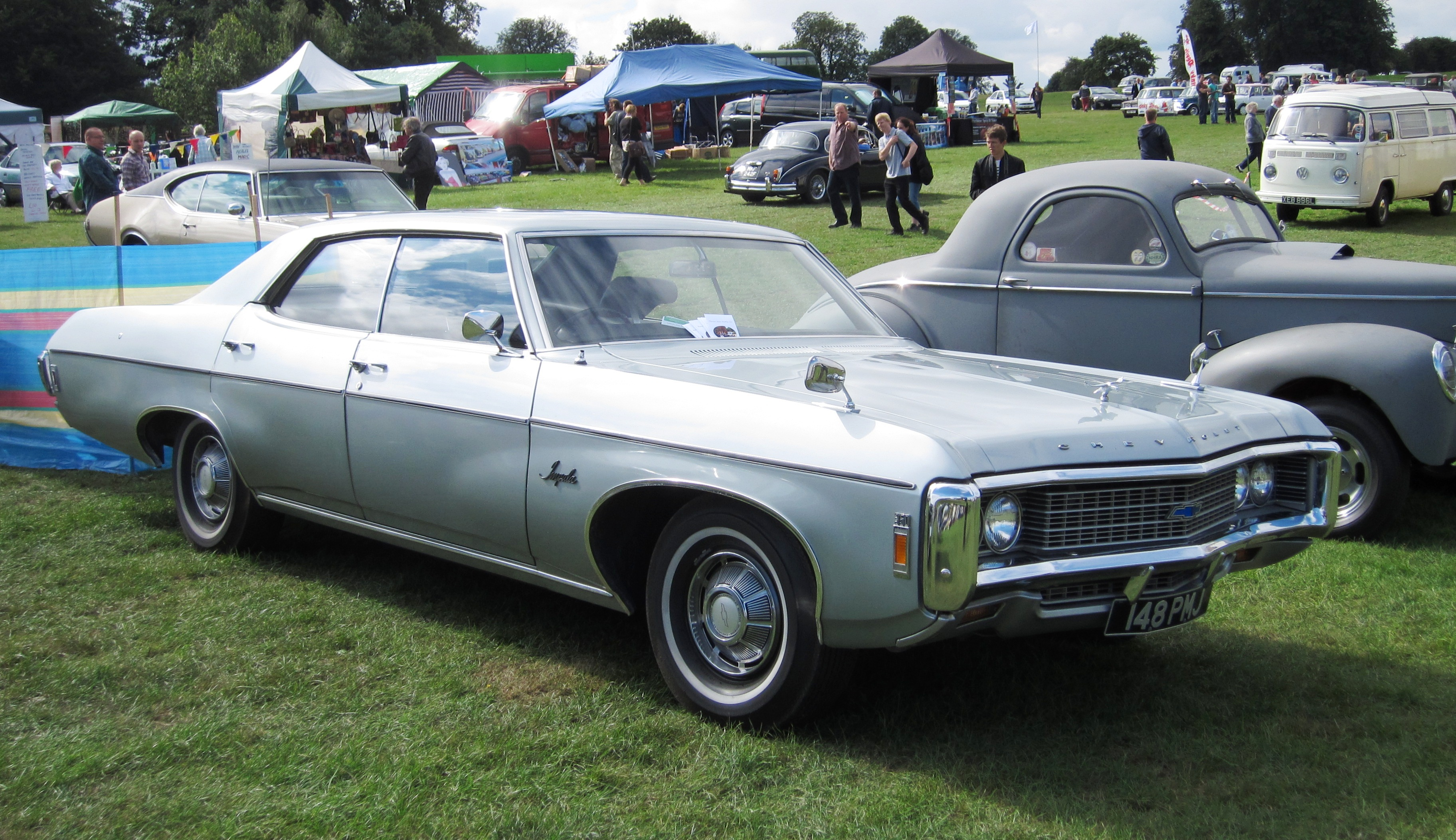
Chevrolet Impala 4-Türer Sedan (1969)

## Impala (Serien 163/164/1B/1L/1M, 1971–1976)

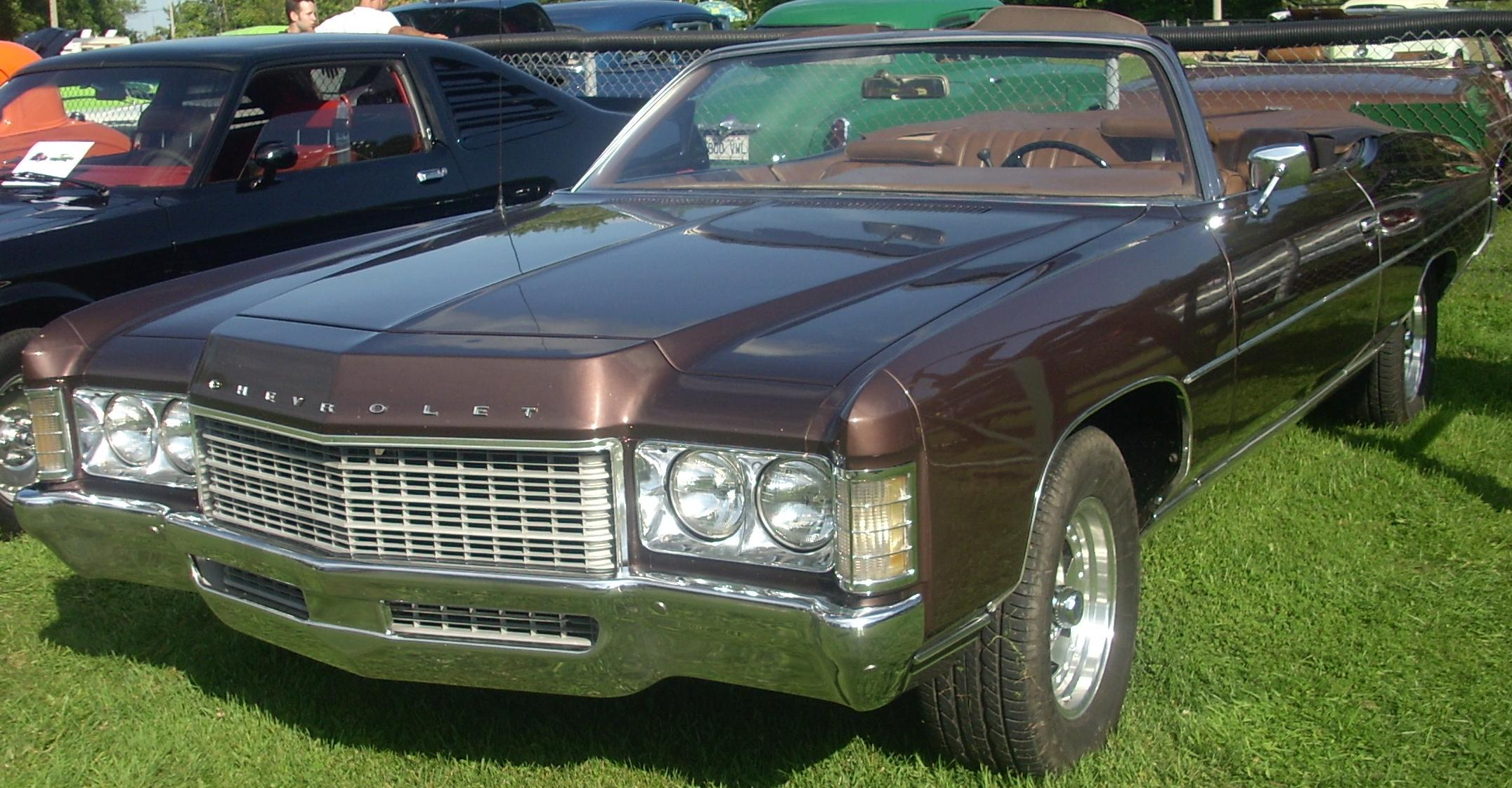
Chevrolet Impala Cabriolet Serie 164 (1971)

1971 kam eine neu entwickelte Full-Size-Baureihe heraus. Die Kombimodelle des Impala hießen weiterhin Kingswood. Der Radstand war bei den Limousinen, Coupés und dem Cabriolet um 2½″ (63 mm) gewachsen, bei den Kombis gar um 6″ (152 mm). Die wuchtige, stark konturierte Front zeigte einen niedrigen Kühlergrill und Blinkleuchten wieder an den Fahrzeugecken. Alle großen Chevrolets bekamen Scheibenbremsen an allen vier Rädern. Die Motorleistungen sanken um je 5 PS.
Eine leichte Überarbeitung der Fahrzeugfront ließ 1972 den Kühlergrill in der Höhe schrumpfen. Der Radstand der Limousinen, Coupés und des Cabriolets legte nochmals um ½″ (13 mm) zu. Ab diesem Jahr wurden die Motorleistungen in Netto-PS (nhp) angegeben. Der stärkste V8-Motor hatte 7440 cm³ Hubraum und leistete 270 PS (199 kW). Die neue Modellbezeichnung war in diesem Jahr einheitlich für Sechs- und Achtzylinder Serie 1M.
Nachdem der Biscayne 1973 nicht mehr angeboten wurde, rutschten alle Full-Size-Modellreihen um einen Platz nach unten: Einstiegsmodell war der Bel Air, der Impala belegte den mittleren Platz und der Caprice war das Spitzenangebot. Dementsprechend erbte der Impala die Bezeichnung Serie 1L vom Bel Air. Die Kombimodelle hießen wieder Impala Station Wagon, das Hardtop-Coupé und das Cabriolet war aus dem Programm gestrichen worden. Dafür gab es zwei Coupé-Modelle, einen „Custom“ und einen „Sport“. Die Wagen wurden an Front- und Heckansicht leicht überarbeitet und etwas länger. Die Leistung aller Motoren sank unter dem Eindruck der Ölkrise um 10–20 nhp. Die Sechszylinder waren weggefallen. 1974 gab es keine Veränderungen, außer einer leicht überarbeiteten Frontmaske. 1975 wurden Katalysatoren eingeführt. Als dritte Coupé-Variante kam ein „Landau“ dazu. Ansonsten gab es wenig Änderungen.
1976 fiel auch der Bel Air aus dem Modellprogramm der oberen Mittelklasse. Damit wurde der Impala zum Einstiegsmodell der großen Chevrolets. Das Sport-Coupé war weggefallen, dafür gab es zusätzlich zur normalen viertürigen Limousine eine S-Version und eine Sport-Version. Die Wagen wurden – zusammen mit dem luxuriöseren Caprice Classic – als Serie 1B geführt. Die Frontansicht wurde wieder einmal leicht überarbeitet und zeigte nun einen prominent nach vorne gesetzten, schmaleren Kühlergrill, flankiert von Doppelscheinwerfern in rechteckigen Chromrahmen. Als Antrieb dienten V8-Motoren mit 5735 cm³ und 165 PS (121 kW), 6554 cm³ und 175 PS (129 kW) oder 7440 cm³ und 225 PS (165 kW).

## Impala  (Serie 1B, 1977–1985)
Bei der 1977 eingeführten verkleinerten Generation des großen Chevrolet spielte der Impala wiederum die Rolle des Basismodells (außer in Kanada, wo unter ihm noch ein in den USA aufgegebenes Bel-Air-Modell bis 1980 vermarktet wurde).
1985 entfiel die Bezeichnung Impala.
Details siehe Artikel: Chevrolet Caprice

## Impala SS (1994–1996)
Auf Basis des im Februar 1990 eingeführten neuen Caprice auf der traditionellen GM B-Plattform, gab es ab 1994 zum ersten Mal seit 1969 wieder einen Impala SS.
Auf der Sema Show im November 1992 stand das Konzeptfahrzeug eines Impala SS, das unter der Leitung des Chevrolet-Special-Vehicles-Vorstands Jon Moss gestaltet wurde und bei Presse und Publikum guten Anklang fand. Rund 15 Monate (Februar 1994) nach der Messe ging der Impala SS im Werk im texanischen Arlington in Serie.
Der „Impala SS“ der Modelljahre 1994–1996 ist technisch betrachtet ein Caprice, der ein „Persönlichkeitspaket“ mit dem Optionscode WX3 (Merchandised Trim Package, Impala SS) trägt. Anders als die Impalas der Vergangenheit ist der WX3 weder ein Trimlevel noch eine eigene Baureihe, was oft zu Identifikationsproblemen führt, da die korrekt ausgelesene Fahrgestellnummer eines WX3 diesen nicht als Impala SS, sondern als Caprice identifiziert. Das WX3-Paket umfasst nicht nur die SS-spezifische Technik, sondern auch das „Optikpaket“ BA5, das dem Impala SS sein charakteristisches Aussehen verleiht.
BA5 enthält unter anderem den Entfall des Caprice-Haubenornamentes, die Impala-Embleme, den speziellen Kühlergrill, die Zierleisten und den Heckspoiler des SS, die graue Leder-Innenausstattung mit in den Vordersitzlehnen integrierten Kopfstützen, Aluminiumräder der Dimension 17x8,5 mit P255/50ZR17-Bereifung und die Schriftzüge auf den hinteren Seitenteilen. Die Wagen hatten innenbelüftete Scheibenbremsen an allen vier Rädern, steifere Schraubenfedern und DeCarbon-Stoßdämpfer.
Ein leicht zu übersehendes Detail des BA5-Paketes ist der Zierstreifen auf der oberen Vorderkante der Hauptscheinwerfer, der in der jeweiligen Außenfarbe ausgeführt ist.
Für 1994 war die einzige verfügbare Außenfarbe für WX3 Schwarz (BBB). In diesem Jahr wurde 6303 Fahrzeuge zu einem Preis ab USD 22.495 verkauft. 1995 kamen Dark Cherry Metallic (DCM), das für 7134 Fahrzeuge verwendet wurde und Dark Green Gray Metallic (DGGM) mit 4442 Fahrzeugen dazu. Im wie auch 1994 angebotenen Schwarz wurden 9858 Fahrzeuge lackiert. Der Preis stieg für Fahrzeuge dieses Modelljahrs auf USD 22.910. Die Farbpalette änderte sich im Modelljahr 1996 nicht, die Verkaufszahlen stiegen dennoch an. Es wurden 19.085 Fahrzeuge in Schwarz, 12.180 in Dark Cherry und 10.676 in Dark Green verkauft. Für den nie produzierten Jahrgang 1997 war Medium Marble Metallic (MMM) vorgesehen.
Alle Impala SS sind mit dem LT1 genannten Motor MPFI-5,7-Liter-V8 mit 194 kW ausgerüstet, einziges Getriebe war das 4L60E-Automatikgetriebe mit vier Gängen.
| Modelljahr | WX3    | BBB (41U) | DGGM (18U) | DCM (77U) | WX8    | BBB   | DGGM  | DCM   |
| ---------- | ------ | --------- | ---------- | --------- | ------ | ----- | ----- | ----- |
| 1994       | 6.303  | 6.303     | -          | -         | -      | -     | -     | -     |
| 1995       | 19.134 | 9.013     | 3.430      | 6.691     | 2.300  | 845   | 1.012 | 443   |
| 1996       | 33.031 | 16.751    | 5.639      | 10.641    | 8.910  | 2.334 | 5.037 | 1.539 |
| Gesamt     | 58.468 | 32.067    | 9.069      | 17.332    | 11.210 | 3.179 | 6.049 | 1.982 |

Nicht zu verwechseln ist der Impala SS mit dem Caprice LTZ, der 1991–1993 auf dem amerikanischen und europäischen Markt und 1991–1996 im Nahen Osten verfügbar war. Die LTZ waren Police Package (9C1)-Fahrzeuge mit ziviler Innenausstattung ohne wesentliche äußerliche Merkmale. Auch das B4U-Paket für den Caprice (1994–1996) wird als „Sportpaket“ bezeichnet, dabei handelt es sich aber eigentlich um ein Technikpaket, um das Zivilfahrzeuge zwingend ergänzt werden mussten, wenn sie mit dem ab 1994 optionalen MPFI-5,7-Liter-Motor (LT1) bestellt wurden. Beinahe dem WX3 gleich ist der WX8, der 1994–1996 nur im Nahen Osten anstelle des WX3 unter der Bezeichnung „Caprice SS“ verkauft wurde. WX8 haben keine Katalysatoren und sind für verbleites Benzin ausgelegt. Einziges weiteres Unterscheidungsmerkmal der WX8 sind „Caprice SS“-Schriftzüge auf den hinteren Seitenteilen und am Armaturenbrett – die Impala-Logos des WX3 trägt auch der WX8 – sowie die Ausführung der Door Sticker in Arabisch.
Auf der technischen Seite haben besonders zeitgenössische Berichterstatter dem WX3 eine direkte Verwandtschaft mit dem Caprice Police Package (9C1) angedichtet, und dem MPFI-5,7-Liter-V8 (LT1) eine technische Ähnlichkeit mit einem Motor aus der Corvette, der den gleichen Option-Code trägt. Beides ist weitestgehend falsch: Der WX3 teilt sich mit dem 9C1 die hinteren Bremsen und den externen Motorölkühler. Alle anderen wesentlichen Bestandteile des 9C1-Pakets, namentlich den „Cross Stamp“-Rahmen, das „Police“-Fahrwerk (7B3) sowie die Wandlerkonfiguration und Forced-Downshift-Fähigkeit des 4L60E-Getriebes hat der WX3 nicht übernommen. WX3 teilen sich den Rahmen mit der Zivilversion, während das WX3-Fahrwerk vollständig Impala-SS spezifisch ist, und unter anderem eigene DeCarbon-Stoßdämpfer, kürzere, spezifische Federn, anderes Buchsenmaterial und die Hinterachse der Wagon-Baureihe einschließt. Anders als mit dem LT1 ausgerüstete Zivilversionen des Caprice wurde der WX3 nicht mit dem neuen 2,93 : 1-Hinterachsgetriebe ausgeliefert, sondern behielt die 3,08 : 1-Übersetzung, die in den Jahren 1991–1993 das Mittelfeld zwischen den traditionellen 2,56:1 und 3,42:1-Achsen abgedeckt hatte. Das schlupfreduzierte Differential (G80) war ausschließlich auf den WX-Fahrzeugen Standard.
Der Motor der WX3 hat einen Generation-2-Block – eine Weiterentwicklung des von 1955 bis 2002 in Serie verwendeten Small-Block-Chevrolet-V8 (SBC). Diese „Two Gen“ genannten Motoren waren nur von 1992 bis 1997 in insgesamt sechs verschiedenen Konfigurationen erhältlich, drei im Caprice, zwei in der Corvette, einer im Camaro. „LT1“ identifiziert dabei den fahrzeugspezifischen Standard-5,7-Liter. Tatsächlich teilen sich die fahrzeugspezifischen LT1 im Caprice und der Corvette weder den Block, noch die Köpfe, noch die Nockenwelle – ihre Verwandtschaft besteht hauptsächlich im „Two-Gen“-Layout, das unter anderem den „rückwärts“ fördernden Kühlkreislauf und die wellengetriebene Wasserpumpe enthält. Wesentliches Unterscheidungsmerkmal (neben den spiegelverkehrt aufgebauten Riementrieben) sind die Grauguss-Zylinderköpfe der Caprice-LT1 – die Corvette-LT1 haben Aluminiumköpfe.
Die WX3 wurden wegen Lieferschwierigkeiten seitens des Felgenherstellers zunächst in einer unbeabsichtigt begrenzten Stückzahl produziert – nach 6303 schwarzen Impala SS des Modelljahres 1994 musste die Produktion unterbrochen werden. Ab dem Modelljahr 1995 wurde der Plastikeinsatz, auf dem das Impala-Logo am Fuß der C-Säule angebracht gewesen war, ins Karosserieblech aller Caprice übernommen. Wie alle Caprice erhielten die WX-Fahrzeuge neue, wesentlich größere Außenspiegel, die im Türdreieck statt auf der Türhaut montiert wurden.
Im Modelljahr 1996 gab es einige Änderungen; so wurde der digitale Tacho durch einen analogen ersetzt, und der Wählhebel des Automatikgetriebes wanderte von der Lenksäule auf die Mittelkonsole. 41 941 Exemplare des 96er-Modells konnten abgesetzt werden.
Mit der Einstellung der gesamten B- und der von ihr abgeleiteten D-Plattform im Herbst 1996 entfiel auch der Impala SS; die Produktion endete am 13. Dezember 1996. Das letzte produzierte Fahrzeug wurde vom Chevrolet-Sammler M. G. „Pinky“ Randell gekauft.

### Technische Daten
Quelle:
|     | Motorart  | Motorbauart | Hubraum  | max. Leistung                  | max. Drehmoment       | Antrieb          | Getriebe                   |
| --- | --------- | ----------- | -------- | ------------------------------ | --------------------- | ---------------- | -------------------------- |
| 5.7 | Ottomotor | V8          | 5733 cm³ | 194 kW (260 hp) bei 5000 min−1 | 447 Nm bei 2400 min−1 | Hinterradantrieb | 4-Stufen-Automatikgetriebe |

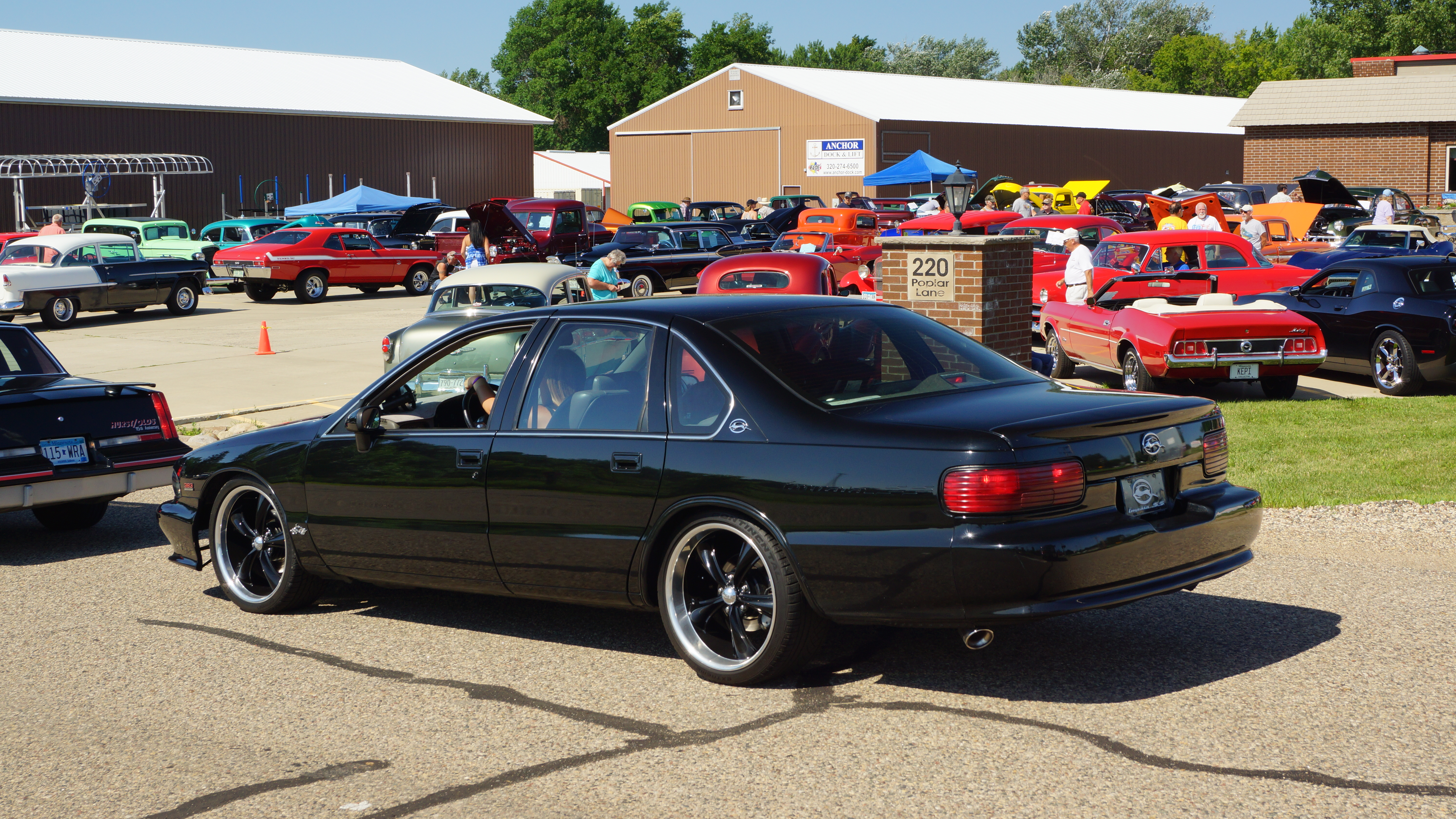
Modelljahr 1994 mit Keil vor C-Säule, Heckansicht
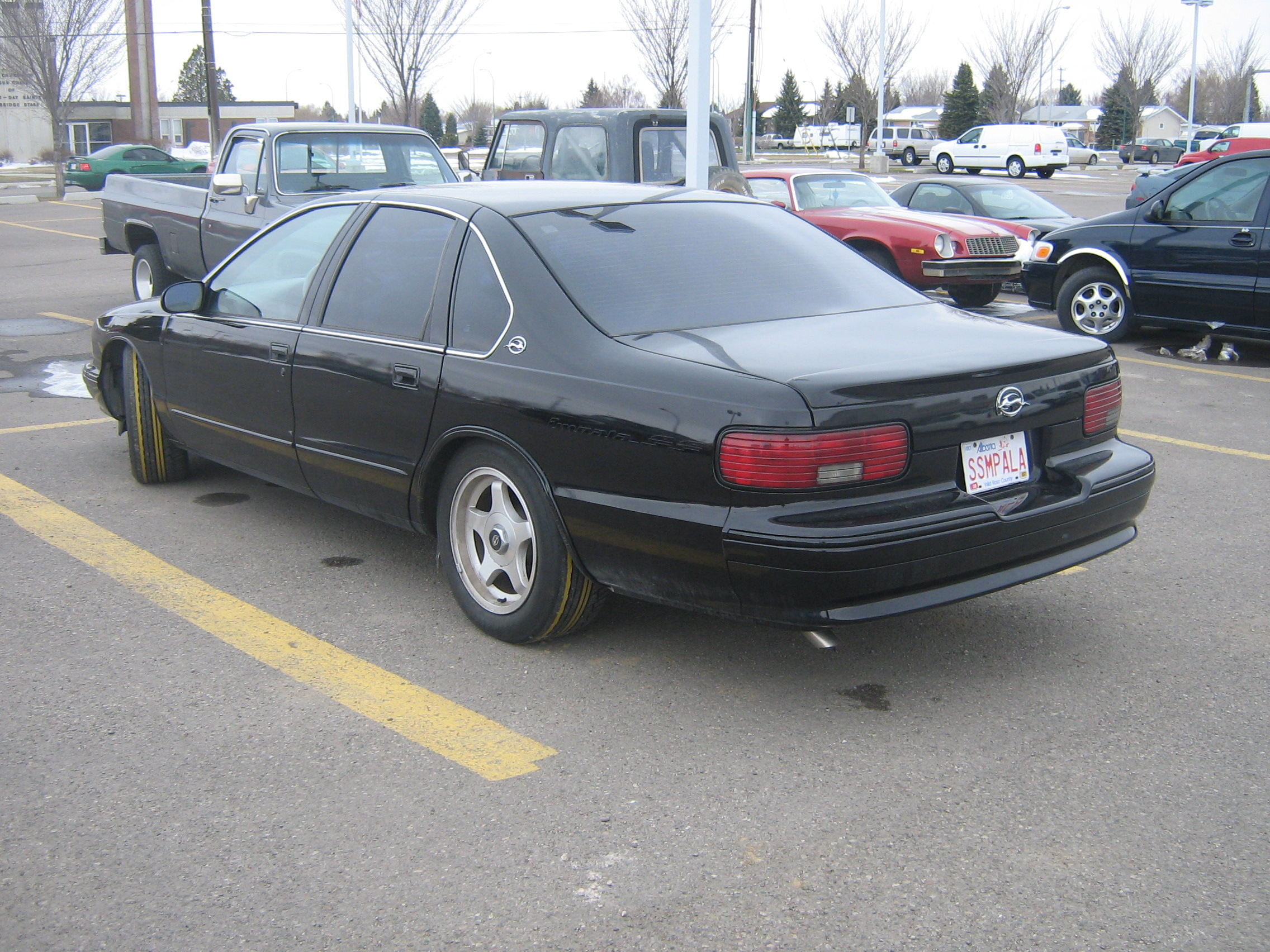
Modelljahr 1995–1996 mit durchgängigem Blech an C-Säule, Heckansicht
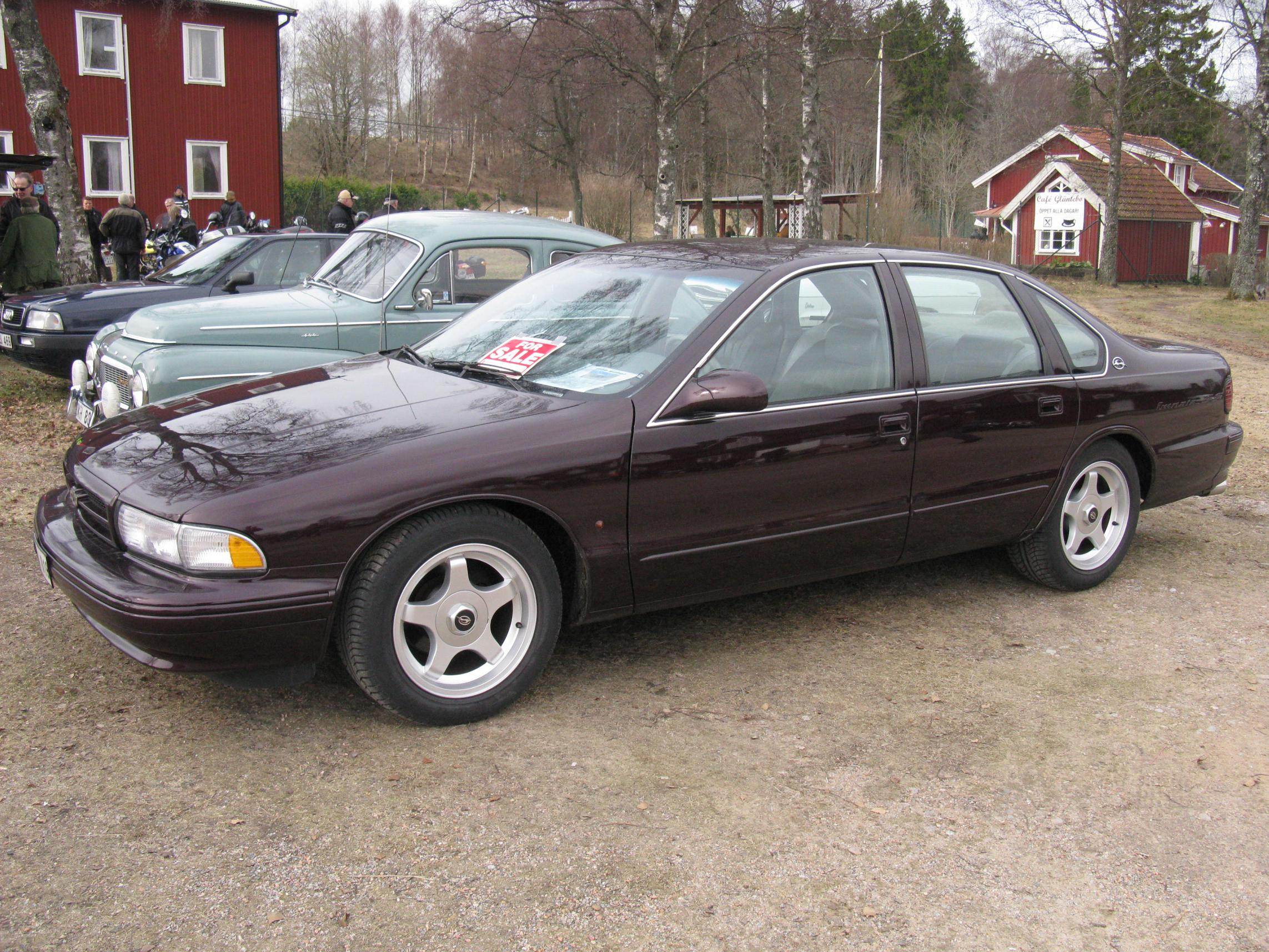
Impala SS in Dark Cherry Metallic
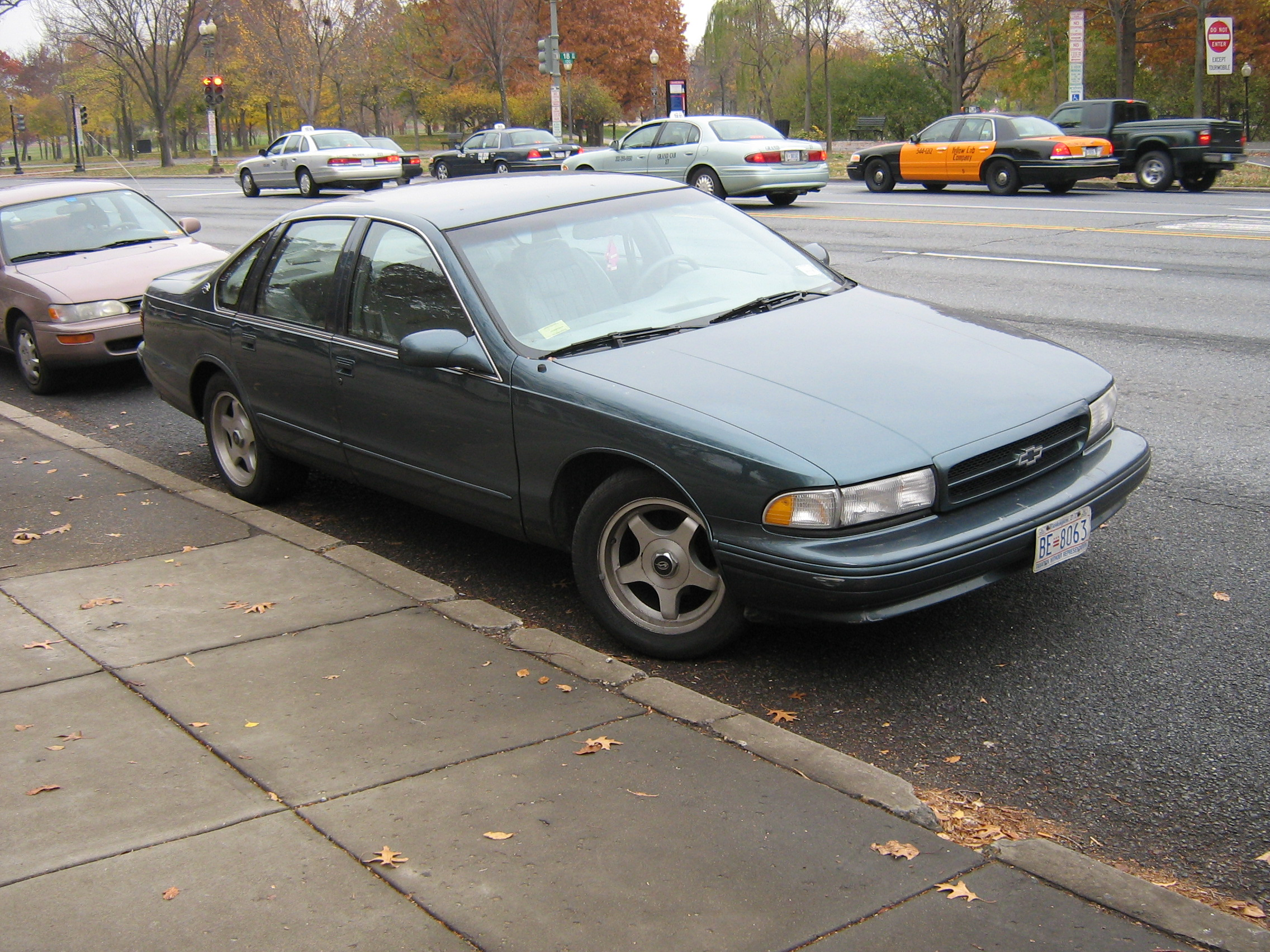
Impala SS in Dark Green Gray Metallic

## Impala / Impala SS (Serie 1W, 1999–2005)
Eine Neuauflage des Chevrolet Impala (interne Bezeichnung GMX210) wurde formal Anfang 1999 auf der North American International Auto Show (NAIAS) erstmals gezeigt. Im April 1999 wurden ersten Fahrzeuge zu den Händlern ausgeliefert. Als Fahrzeug des Modelljahrs 2000 wurde er zum Ersatz für den Chevrolet Lumina, der bis 2001 noch für Flottenkunden erhältlich blieb. Im Gegensatz zu den früheren Modellen war dieses Modell kein klassisches amerikanisches Fahrzeug der oberen Mittelklasse mehr, sondern gehörte der Mittelklasse an. Das Fahrzeug basiert auf GMs W-Plattform. Statt von Achtzylindermotoren wurde der Impala zwischen 1999 und 2005 nur durch Sechszylindermotoren (3,4 Liter und 3,8 Liter) über die Vorderräder angetrieben. Der 3,8-Liter-Motor wurde im Jahr 2004 kompressorgeladen und leistete in der SS-Version maximal 179 kW (240 hp). Eine eigenständig geführte Coupé-Version des Impala wurde auch angeboten, die ebenfalls einen Traditionsnamen erhielt: Monte Carlo.

### Ausstattung
Den Käufern standen zwei Versionen zur Auswahl, einmal das Basismodell mit stoffbezogener vorderer Sitzbank, maximal 134 kW (180 hp) leistenden 3,4-Liter-V6-Motor und einem Armaturenträger mit drei Rundinstrumenten. Im Impala LS gab es serienmäßig vordere Einzelsitze mit Stoffbezug, auf Wunsch Leder, Mittelkonsole und Mittelwählhebel, Impala-Schriftzüge in Wagenfarbe, ABS, Traktionskontrolle, Keyless Entry, Nebelscheinwerfer, 4 Rundinstrumente und den 3,8-Liter-V6-Motor mit einer maximalen Leistung von 149 kW (200 hp). Gegen Aufpreis gab es für alle Modelle Schiebedach, Heckspoiler, beheizte und elektrisch verstellbare Sitze und 16-Zoll-Aluminiumräder, deren Design an den Impala SS der Jahre 1994–96 erinnerte. Serie bei allen Ausführungen waren elektrische Fensterheber, Zentralverriegelung und elektrisch verstellbare Rückspiegel. Ab Modelljahr 2002 oder Modelljahr 2003 bot Chevrolet ein LS-Sport-Paket an, das 6 Rundinstrumente, Frontspoiler, eine in Wagenfarbe lackierte Heckleuchtenblende und ein verchromtes Auspuffendstück beinhaltete.

### Impala SS 2004–2005
Der Impala SS, formal erstmals auf der Chicago Auto Show 2003 gezeigt, wurde zwischen 2004 und 2005 von der kompressorgeladenen L67-Version des 3,8-Liter-V6-Motors angetrieben, der maximal 179 kW (240 hp) leistet und bereits zuvor im Pontiac Grand Prix GTP, im Buick Regal GS und im Pontiac Bonneville SSEI verwendet worden war, angetrieben. Die Limousine beschleunigt von 0 km/h auf 100 km/h in etwa 6,5 Sekunden. Zusätzlich gab es im Modelljahr 2004 ein auf 4088 Stück begrenzte Sonderedition mit der Bezeichnung Chevrolet Impala Indy SS.

### Verkaufszahlen
Diese Impala-Generation war in den USA erfolgreich, allein 2004 wurden etwa 290 259 Stück abgesetzt. Damit war der Impala eine der meistverkauften großen amerikanischen Limousinen.

### Das Polizei-Paket
Wie alle großen Chevrolets der letzten Jahrzehnte gab es auch diesen Impala mit speziellem Polizei-Paket und zusätzlich mit Undercover-Polizeipaket, Codenummern 9C1 bzw. 9C3. Diese Versionen waren nur für Polizeibehörden erhältlich und waren erfolgreicher als der direkte Vorgänger, der Lumina 9C1. Der Impala 9C1 entsprach weitgehend dem zivilen Basismodell, hatte aber den 3,8-Liter-V6-Motor und ein verstärktes Fahrwerk und war nur in ausgewählten Farben lieferbar. Darüber hinaus konnte der Fahrer die Beleuchtung abschalten, um weniger aufzufallen; bei den zivilen Impala-Versionen war das nicht möglich, da sie mit Tagfahrlicht ausgestattet waren. Beim 9C3 konnten Extras aus der regulären Preisliste bestellt werden und eine größere Auswahl an Lack- und Innenfarben.

### Technische Daten
Quelle:
|     | Motorart  | Motorbauart | Hubraum  | max. Leistung                  | max. Drehmoment       | Antrieb          | Getriebe                   |
| --- | --------- | ----------- | -------- | ------------------------------ | --------------------- | ---------------- | -------------------------- |
| 3.4 | Ottomotor | V6          | 3350 cm³ | 134 kW (180 hp) bei 5200 min−1 | 278 Nm bei 4000 min−1 | Vorderradantrieb | 4-Stufen-Automatikgetriebe |
| 3.8 | Ottomotor | V6          | 3791 cm³ | 149 kW (200 hp) bei 5200 min−1 | 305 Nm bei 4000 min−1 | Vorderradantrieb | 4-Stufen-Automatikgetriebe |
| SS  | Ottomotor | V6          | 3791 cm³ | 179 kW (240 hp) bei 5200 min−1 | 380 Nm bei 3600 min−1 | Vorderradantrieb | 4-Stufen-Automatikgetriebe |

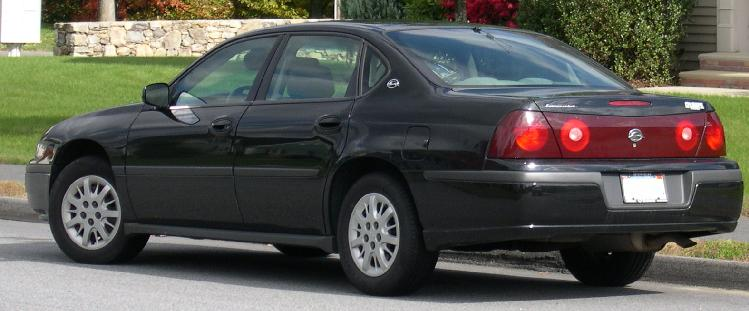
2002 Chevrolet Impala Heckansicht
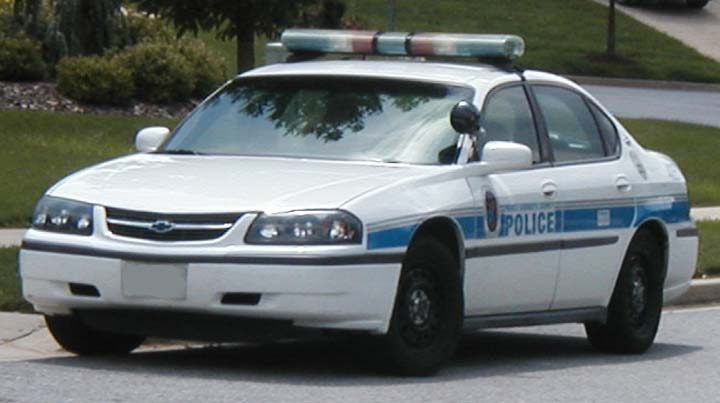
2000–2005 Chevrolet Impala mit Polizei-Paket der Prince George’s County Police
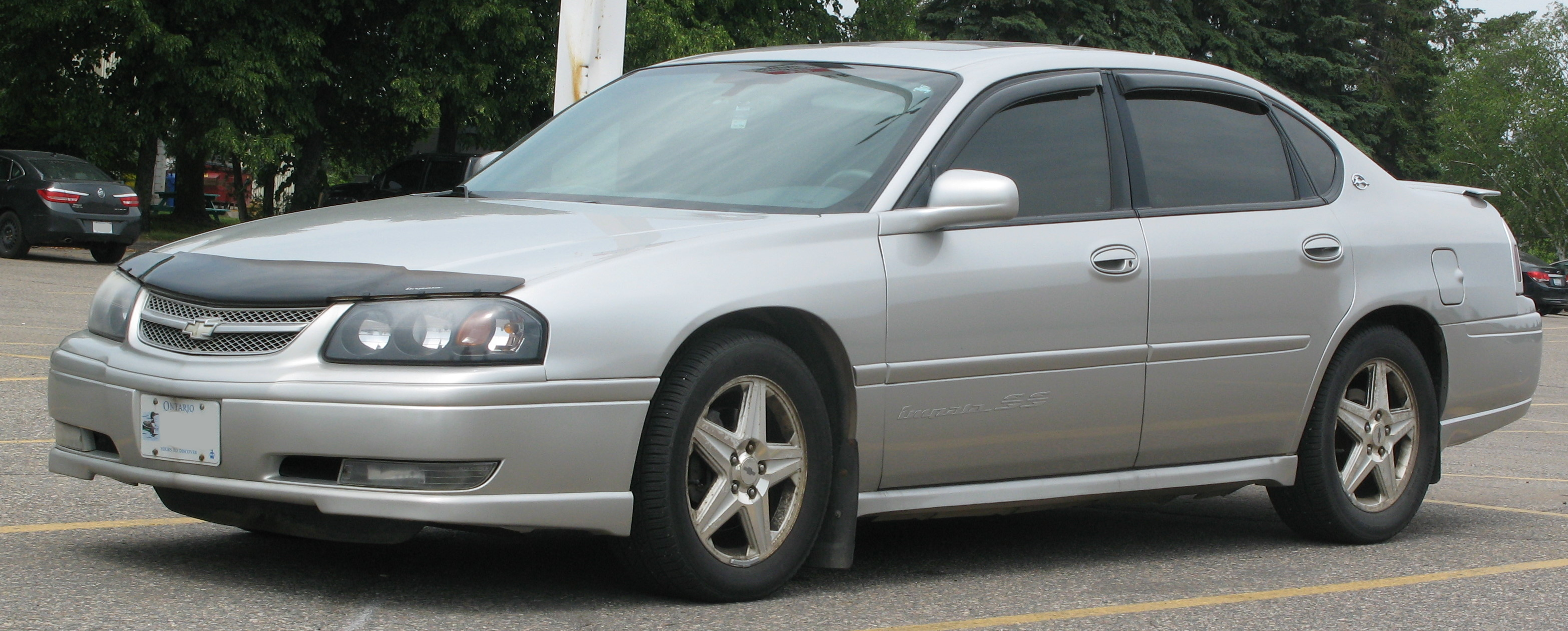
Chevrolet Impala SS (2004–2005)
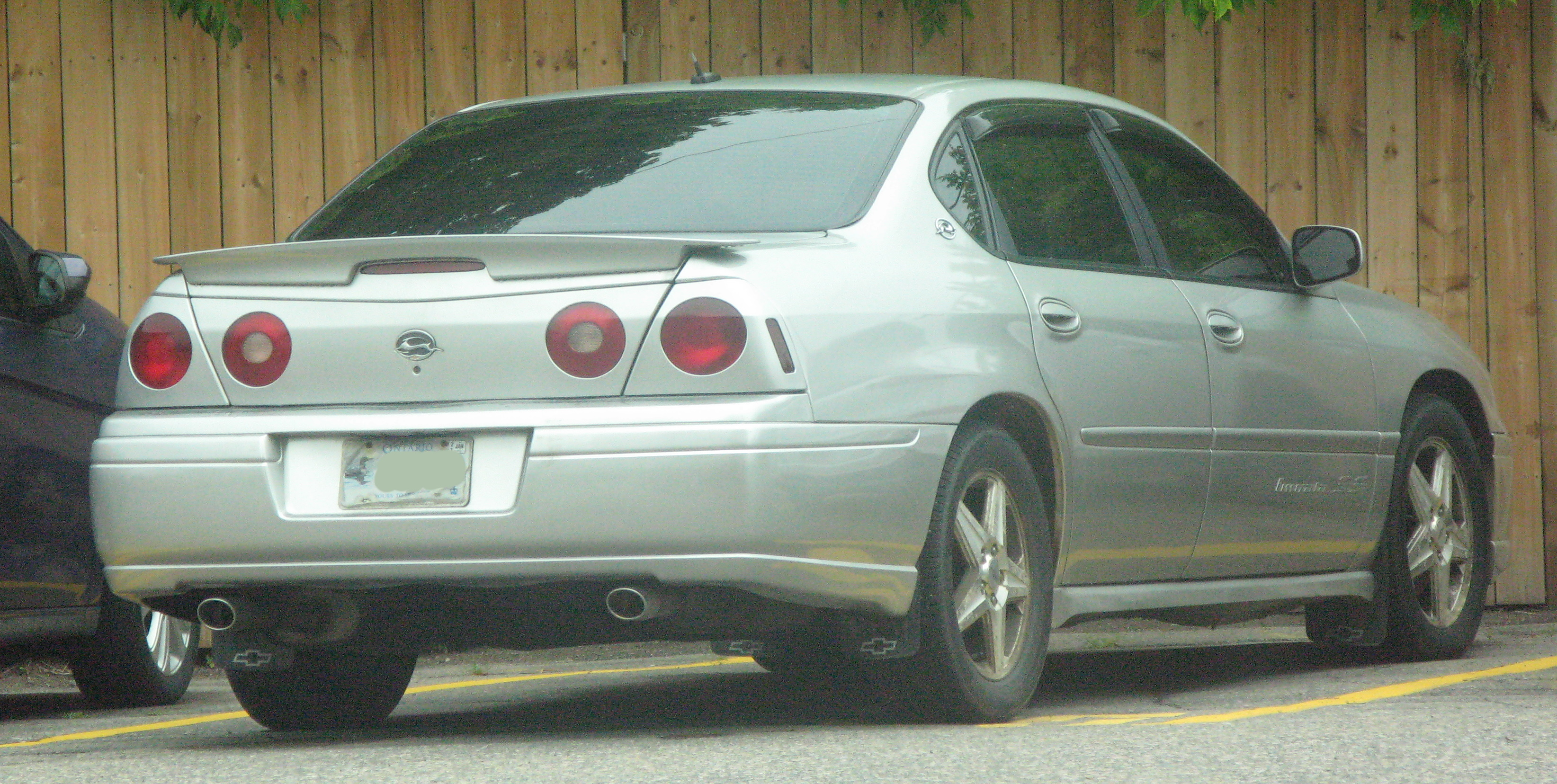
Heckansicht

## Impala (Serie 1W, 2005–2016)
Anfangs des Jahres 2005 wurde das Fahrzeug (interne Bezeichnung GMX211) auf der LA Auto Show formal erstmals gezeigt. Ab Sommer 2005 war eine überarbeitete Variante der Mittelklasse-Limousine Chevrolet Impala erhältlich. Diese wartete mit einer neu gestalteten Frontpartie und veränderten Front- und Heckscheinwerfern auf. Im Rahmen der Modellpflege erhielt der Impala einen neuen, optional erhältlichen 3,9-Liter-V6-Motor mit einer maximalen Leistung von 174 kW (233 hp) und variabler Nockenwellensteuerung sowie Zylinderabschaltung (Active Fuel Management), die drei der sechs Zylinder im Teillastbereich abschaltet. Daneben gab es einen 3,5-Liter-V6-Motor mit einer maximalen Leistung von 157 kW (211 hp) im Angebot. Das Gleiche gilt für den Frontantrieb und das Viergang-Automatikgetriebe (4T65-E). Die beiden Sechszylindermotoren sind E85-tauglich. Von der Saison 2007 bis inklusive der Saison 2012 bildete das Design des Fahrzeugs das Vorbild für den in der NASCAR Cup Series eingesetzten Rennwagen auf der Basis des Car of Tomorrow.
Das sportlichere SS-Modell erhält erstmals seit 1996 wieder einen V8-Motor. Dieser hat traditionell zwar nur zwei Ventile pro Zylinder, kann dafür aber variable Nockenwellensteuerung und eine Zylinderabschaltung bieten, die im Teillastbereich vier der acht Zylinder abschaltet, um Treibstoff zu sparen. Unter Volllast leistet dieser 5,3-Liter-Motor 226 kW (303 hp) und hat im höchsten Punkt der Drehmomentkurve 438 Nm.
Für das Modelljahr 2007 kamen mehrere neue Farben ins Impala-Programm.
Die Preisliste begann bei 22.400 $ (ca. 14.000 €) für den LS bzw. 29.780 $ (ca. 18.600 €) für den SS (Stand 2008).
Die Behördenversion mit Modifikationen für die Aufgabe als Einsatzfahrzeug wurde auf Basis des Grundmodells LS angeboten und war bei zahlreichen Polizeibehörden Nordamerikas beliebt. Auch als Taxi wird das Modell häufig eingesetzt, so dass Flottenkunden einen erheblichen Anteil der Käufer stellten.

### Modellpflege
Im Sommer 2011 wurde das SS-Modell eingestellt. Gleichzeitig wurden auch die V6-Motoren durch eine einzige Option mit 3,6 Liter Hubraum, Direkteinspritzung und maximaler Leistung von 224 kW ersetzt.
Wegen der Neuausrichtung des Nachfolgemodells in Richtung Premiumsegment blieb die Baureihe als „Impala Limited“ noch bis 2016 in Produktion, war allerdings nur für Flottenkunden bestellbar.

### Technische Daten
Quelle:
|         | Motorart  | Motorbauart | Hubraum  | max. Leistung                  | max. Drehmoment       | Antrieb          | Getriebe                   |
| ------- | --------- | ----------- | -------- | ------------------------------ | --------------------- | ---------------- | -------------------------- |
| 3.5     | Ottomotor | V6          | 3510 cm³ | 154 kW (207 hp) bei 5800 min−1 | 292 Nm bei 4000 min−1 | Vorderradantrieb | 4-Stufen-Automatikgetriebe |
| 3.5     | Ottomotor | V6          | 3510 cm³ | 154 kW (207 hp) bei 5800 min−1 | 293 Nm bei 4000 min−1 | Vorderradantrieb | 4-Stufen-Automatikgetriebe |
| 3.5     | Ottomotor | V6          | 3510 cm³ | 157 kW (211 hp) bei 5800 min−1 | 290 Nm bei 4000 min−1 | Vorderradantrieb | 4-Stufen-Automatikgetriebe |
| 3.9 (2) | Ottomotor | V6          | 3880 cm³ | 174 kW (233 hp) bei 5600 min−1 | 325 Nm bei 4000 min−1 | Vorderradantrieb | 4-Stufen-Automatikgetriebe |
| 3.9 (2) | Ottomotor | V6          | 3880 cm³ | 172 kW (230 hp) bei 5700 min−1 | 319 Nm bei 3200 min−1 | Vorderradantrieb | 4-Stufen-Automatikgetriebe |
| 3.9 (2) | Ottomotor | V6          | 3880 cm³ | 180 kW (241 hp) bei 6000 min−1 | 328 Nm bei 4800 min−1 | Vorderradantrieb | 4-Stufen-Automatikgetriebe |
| SS      | Ottomotor | V8          | 5327 cm³ | 226 kW (303 hp) bei 5600 min−1 | 438 Nm bei 4000 min−1 | Vorderradantrieb | 4-Stufen-Automatikgetriebe |
| 3.6     | Ottomotor | V6          | 3564 cm³ | 224 kW (300 hp) bei 6500 min−1 | 355 Nm bei 5300 min−1 | Vorderradantrieb | 6-Stufen-Automatikgetriebe |
| 3.6 PPV | Ottomotor | V6          | 3564 cm³ | 225 kW (302 hp) bei 6500 min−1 | 355 Nm bei 5300 min−1 | Vorderradantrieb | 6-Stufen-Automatikgetriebe |

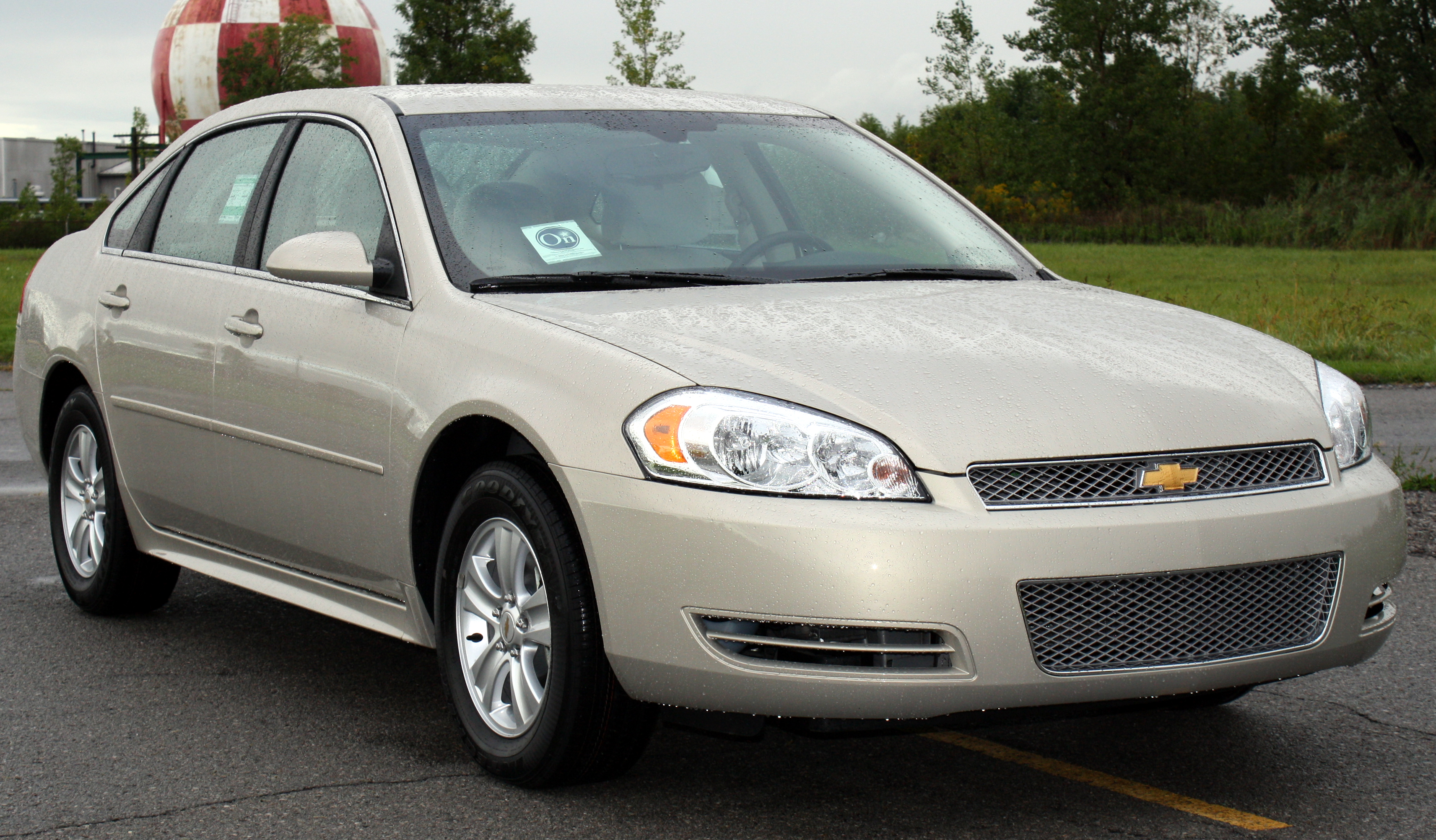
Chevrolet Impala (2011–2016)
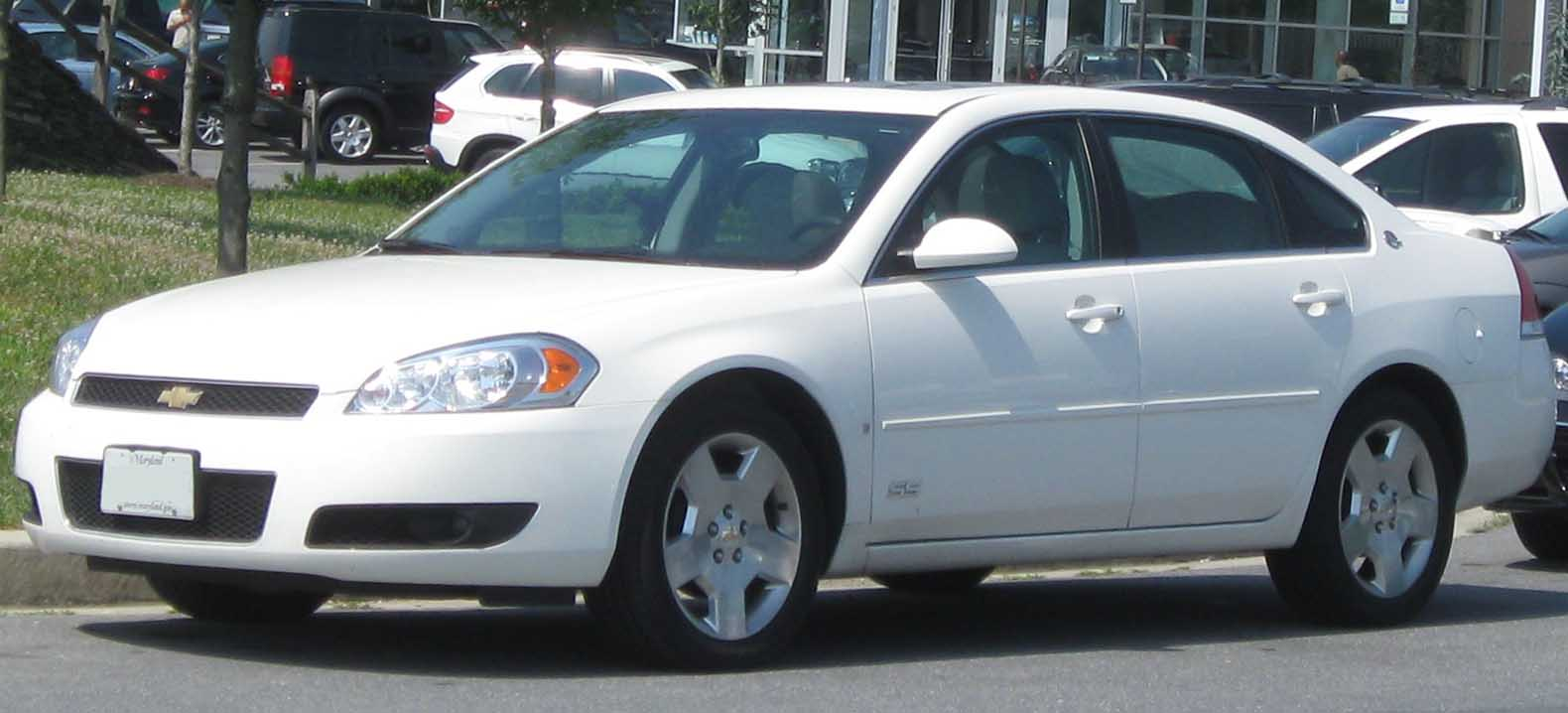
Chevrolet Impala SS (2005–2011)
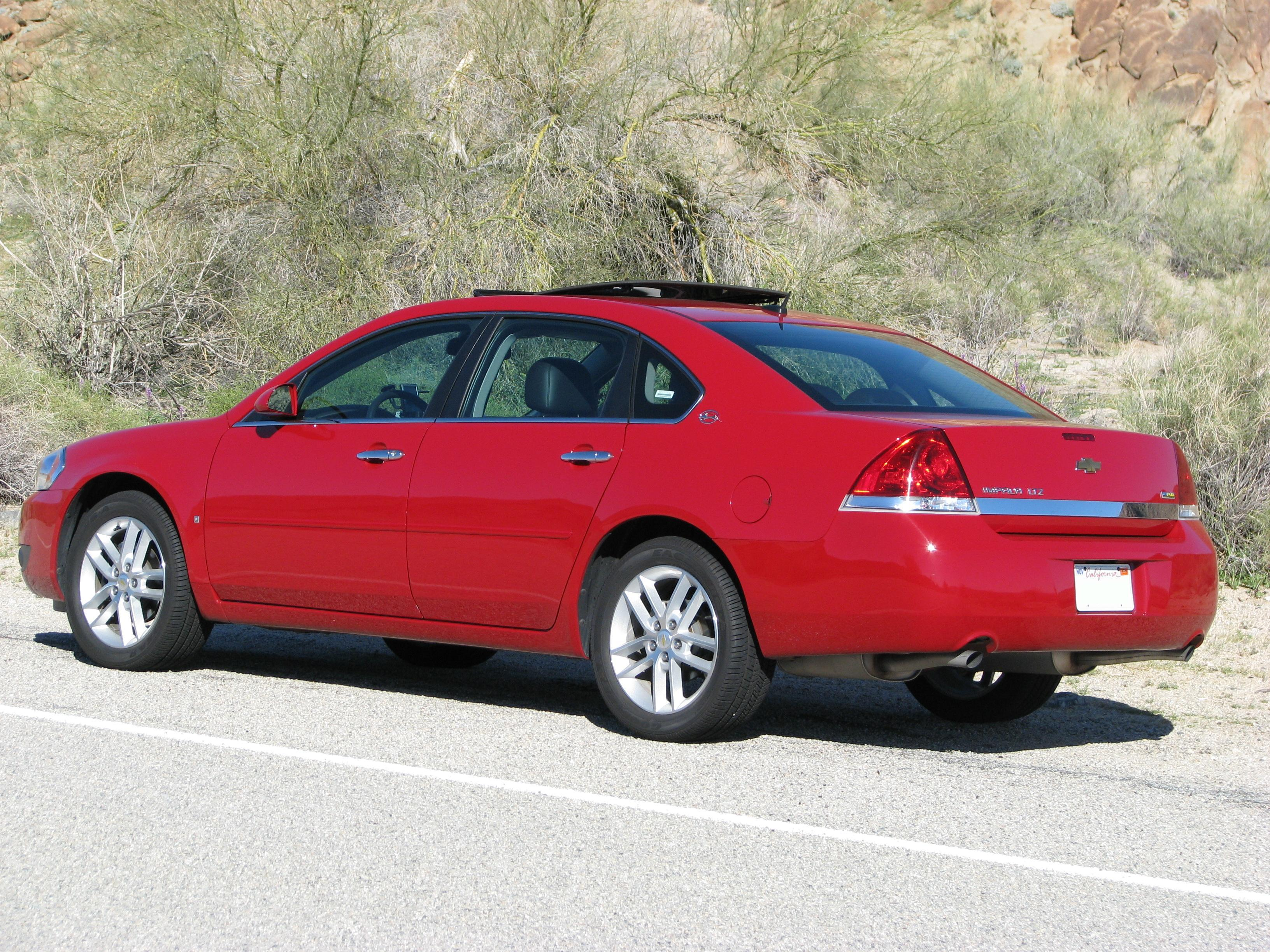
2007 Chevrolet Impala LTZ Heckansicht

## Impala (2013–2020)

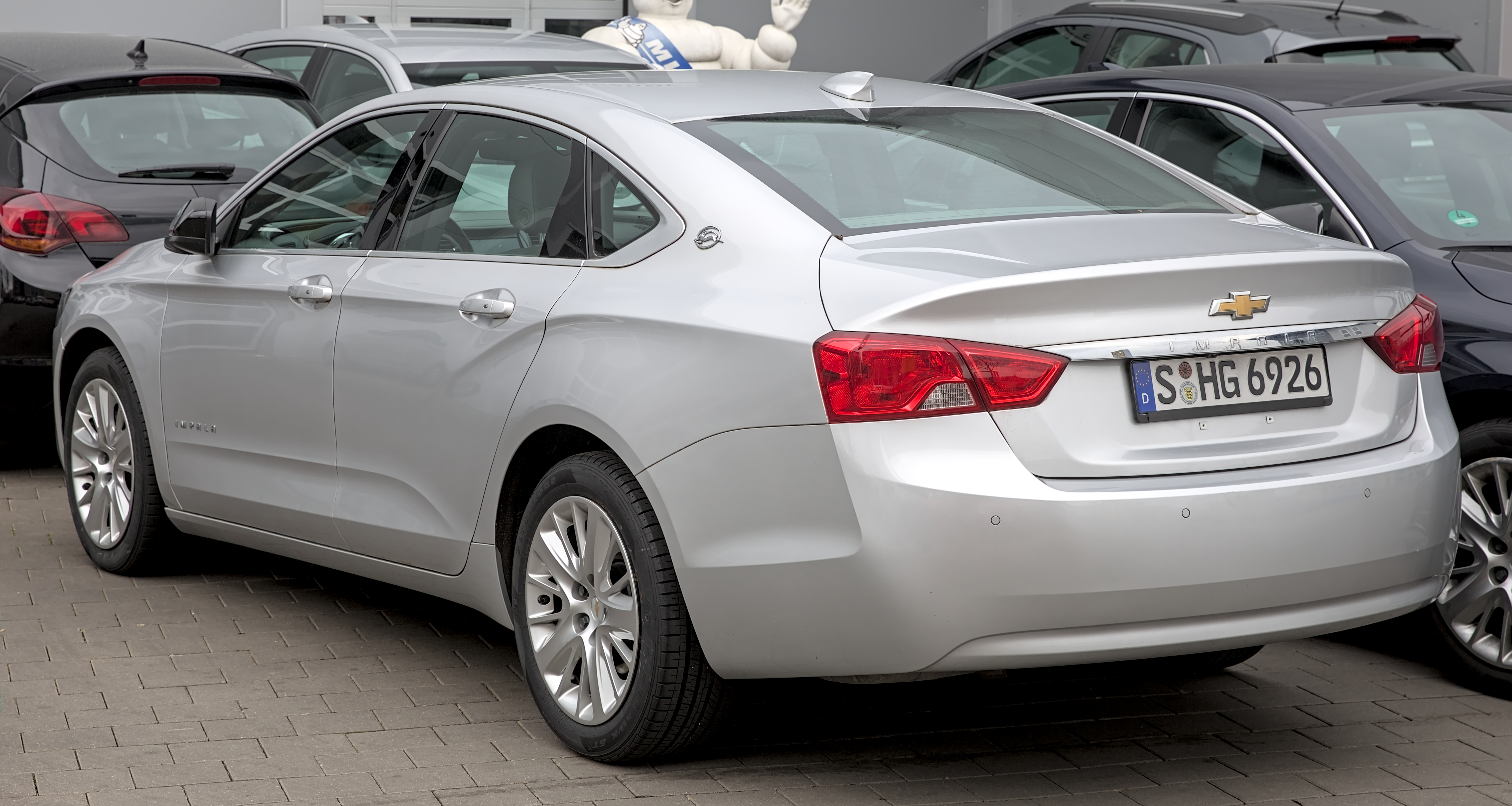
Heckansicht

Die zehnte Generation des Chevrolet Impala (interne Bezeichnung GMX352) feierte 2012 ihre Premiere formal auf der New York International Auto Show und war in Nordamerika ab Anfang 2013 auf dem Markt. In Südkorea wurde das Fahrzeug ab Mitte 2015 angeboten.
Der Impala basiert auf der Epsilon-II-Plattform von GM, die auch für die Modelle Chevrolet Malibu GMX351 und Opel Insignia A genutzt wurde. Im Falle des Impala wurde allerdings wie beim Schwestermodell Cadillac XTS auf die verlängerte Plattform zugegriffen.
Das Fahrzeug war in den Ausstattungsvarianten LS, LT und LTZ (ab dem Modelljahr 2017 umbenannt in Premier) erhältlich. Die Zusatzausstattungen umfassten 18″-, 19″- und 20″-Aluminiumräder, zehn Airbags mit Vernetzung zu GM OnStar, einen radargestützten Abstandstempomat, ein 8″-Touchscreen und eine aktive Geräuschdämpfung der Vierzylinder-Motoren durch Antischall.
Im ersten Modelljahr wurde das Fahrzeug mit 3 Ottomotoren angeboten: es gab einen 2,4-Liter-R4-Motor mit 134 kW maximaler Leistung, der mit einem Mildhybridsystem (eAssist) ausgerüstet wurde, einen 2,5-Liter-R4-Motor mit maximal 145 kW und einen 3,6-Liter-V6-Motor mit maximal 227 kW.
Für das Modelljahr 2015 entfiel der Motor mit dem Mildhybridsystem, stattdessen wurden alle Motoren mit einem Start-Stopp-System ausgestattet. Zusätzlich wurde ab demselben Modelljahr eine Version des 3,6-Liter-V6-Motors mit bivalentem CNG-Antrieb erhältlich gemacht.
Am 27. Februar 2020 wurde die Produktion des Chevrolet Impala eingestellt.

### Technische Daten
Quelle:
|                 | Motorart  | Motorbauart | Hubraum  | max. Leistung                  | max. Drehmoment       | Antrieb          | Getriebe                   |
| --------------- | --------- | ----------- | -------- | ------------------------------ | --------------------- | ---------------- | -------------------------- |
| 2.4 eAssist (1) | Ottomotor | R4          | 2384 cm³ | 134 kW (182 hp) bei 6200 min−1 | 233 Nm bei 4900 min−1 | Vorderradantrieb | 6-Stufen-Automatikgetriebe |
| 2.5             | Ottomotor | R4          | 2457 cm³ | 145 kW (196 hp) bei 6300 min−1 | 253 Nm bei 4400 min−1 | Vorderradantrieb | 6-Stufen-Automatikgetriebe |
| 2.5             | Ottomotor | R4          | 2457 cm³ | 146 kW (196 hp) bei 6300 min−1 | 252 Nm bei 4400 min−1 | Vorderradantrieb | 6-Stufen-Automatikgetriebe |
| 3.6             | Ottomotor | V6          | 3564 cm³ | 227 kW (305 hp) bei 6800 min−1 | 358 Nm bei 5300 min−1 | Vorderradantrieb | 6-Stufen-Automatikgetriebe |
| 3.6 (2)         | Ottomotor | V6          | 3564 cm³ | 195 kW (260 hp) bei 4800 min−1 | 335 Nm bei 5300 min−1 | Vorderradantrieb | 6-Stufen-Automatikgetriebe |
| 3.6 (2)         | Ottomotor | V6          | 3564 cm³ | 172 kW (230 hp) bei 4800 min−1 |                       | Vorderradantrieb | 6-Stufen-Automatikgetriebe |
| 2.5             | Ottomotor | R4          | 2457 cm³ | 146 kW (197 hp) bei 6300 min−1 | 252 Nm bei 4400 min−1 | Vorderradantrieb | 6-Stufen-Automatikgetriebe |
| 3.6             | Ottomotor | V6          | 3564 cm³ | 227 kW (305 hp) bei 6800 min−1 | 358 Nm bei 5200 min−1 | Vorderradantrieb | 6-Stufen-Automatikgetriebe |